# Kostel Nanebevzetí Panny Marie (Konojedy)
Kostel Nanebevzetí Panny Marie v Konojedech na Litoměřicku je pozdně barokní, původně klášterní stavba, zbudovaná v polovině 18. století. Stojí na vyvýšené skalnaté plošině na okraji vsi. Kostel je chráněn jako kulturní památka.
Kostel je součástí komplexu budov konojedského kláštera, který od roku 2007 renovuje soukromý majitel. Zchátralý klášter koupil, kostel dostal od římskokatolické církve darem.

## Historie
Místní kostel býval původně gotický, v roce 1699 byl majitelem konojedského panství Františkem Antonínem Šporkem přestavěn na jednolodní chrám s věží a spojen se špitálem.

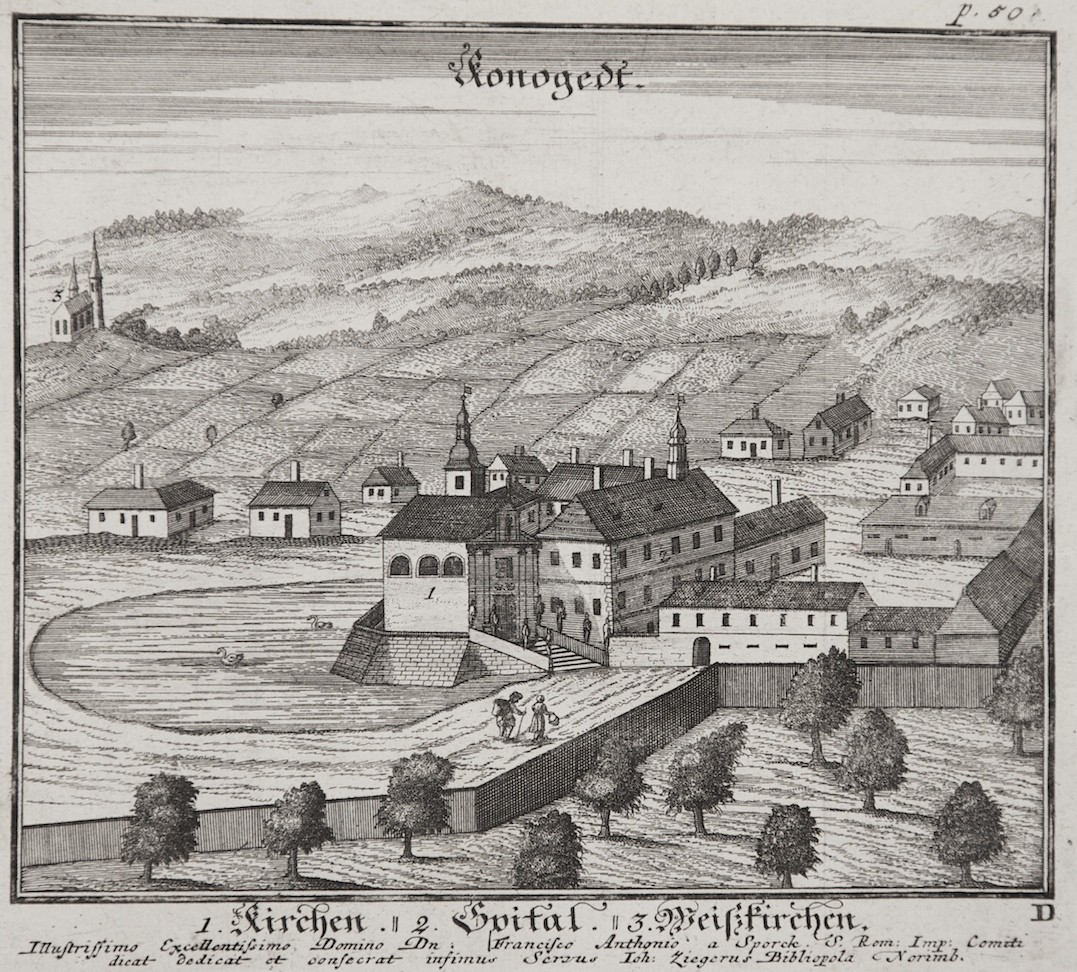
Konojedy, asi 1712

Ve fundační listině Františka Karla Rudolfa Swéerts-Šporka a jeho manželky Anny Kateřiny roz. Šporkové z 27. dubna 1739, schválené císařem až o sedm let později a vydané 7. prosince 1746, je zmíněno, že kostel má být zasvěcen sedmi otcům (zakladatelům řádu) a dále má být na evangelijní straně první oltář Panny Marie Bolestné a druhý sv. Peregrina a sv. Juliány Falconieri, na epištolní straně sv. Filipa a všech svatých řádu servitů. Za autora návrhu kostela můžeme považovat řádového bratra servitu P. Wilhelma Mariu Löhrera (1669–1750), práce však s největší pravděpodobností vedl stavitel Andreas Krebs. Stavba kostela se rozběhla v roce 1748. V roce 1750 byla kompletně vystavěna a zastřešena věž, krov a střechu získala také kostelní loď s presbytářem. V roce 1751 byly dodány interiérové hlavice k pilastrům zhotovené pražským štukatérem Carlem Palliardim. V průběhu roku byla stavba dokončena a 20. srpna 1752 slavnostně vysvěcena. 

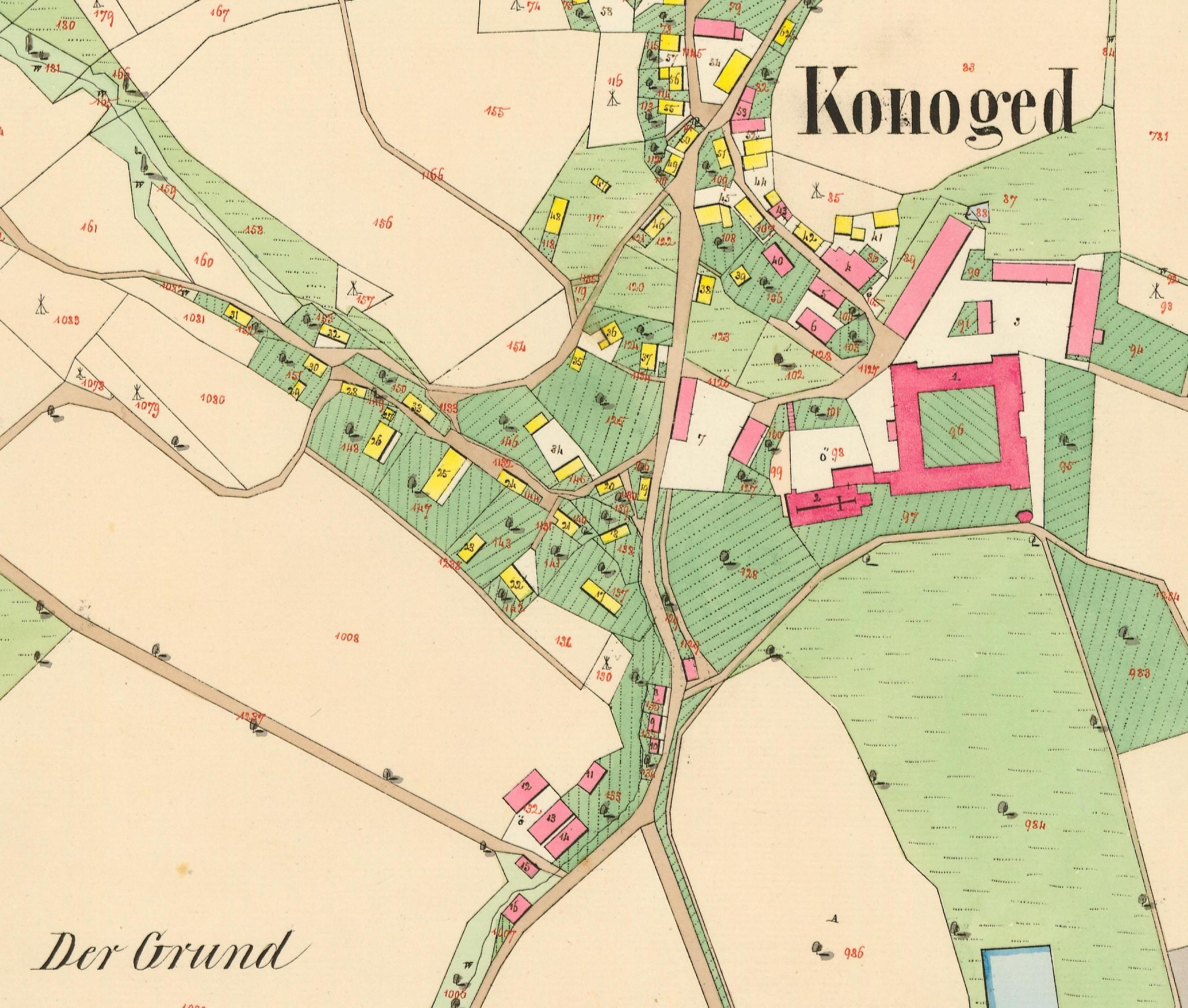
Konojedy v roce 1843 na Císařském otisku mapy Stabilného katastru

. V šedesátých letech 18. století byl postupně kompletně vybaven interiér. Mezi lety 1758–1760 byla ke kostelu přistavěna sakristie s řádovou oratoří v patře, který byl s konventní budovou spojen krytou chodbou. Roku 1786 byl konojedský klášter servitů nařízením císaře Josefa II. zrušen. Kostel se stal farním. Konventní budova připadla náboženskému fondu a následně byla synem fundátorů kláštera Janem Františkem Kristiánem Swéerts-Sporckem odkoupena a upravena na zámek. Na rozdíl od navrhujícího architekta známe jméno provádějícího políra konojedské stavby velmi dobře, byl jím zednický mistr z Lysé nad Labem Wenzel Hebeck.[zdroj?] Z Lysé pocházel i kamenický mistr Johann Braumann. Autorem architektonického návrhu kostela Nanebevzetí Panny Marie v Konojedech byl snad Wilhelm Maria Löhrer, nebo, na základě provedené slohové komparace kostela v Dubé s konojedským kostelem, Zacharias Hoffmann.[zdroj?] (Pominout nelze ani příbuznost s celkovou koncepcí Hoffmannova kostela sv. Máří Magdalény v Krásné Lípě.) Prameny[zdroj?] tedy jasně vyvracejí doposud literaturou tradovanou (a opakovaně přebíranou) představu o tom, že provádějícím stavitelem kostela byl Andreas Krebs.

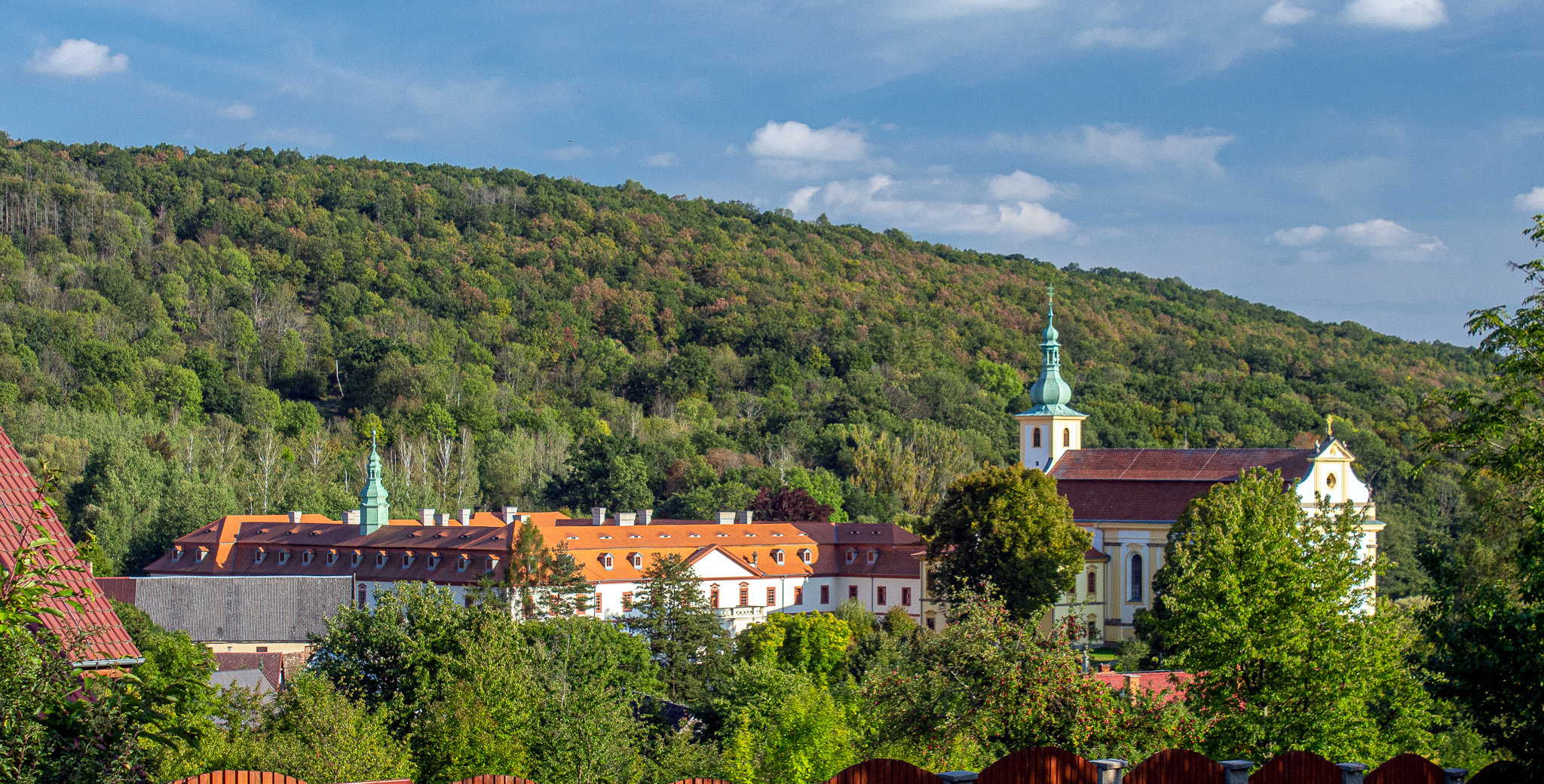
Areál někdejšího kláštera s kostelem

Kostel byl staticky poškozen roku 1945, když v blízkém lomu vybuchla munice. Částečně se tehdy zřítil strop přilehlé sakristie, tlaková vlna vyrazila okna i s rámy, byla poničena střecha. Nouzové opravy střech se uskutečnily na podzim roku 1955.
Ve druhé polovině 20. století klášter i kostel využívala armáda. Od 80. let z něj byl odvážen mobiliář (částečně se nachází v kostele sv. Petra a Pavla ve Varnsdorfu), opakovaně byl však také vykraden.
Po roce 2007 církev darovala kostel podnikateli Vladimíru Přibylovi, který vlastní a opravuje přilehlý klášter. Kostel měl narušenou statiku a hrozilo, že se jedna z jeho stěn zřítí, nový vlastník jej proto nechal stáhnout ocelovými táhly. Zbylý mobiliář církev nechala odvézt, do kostela by se měl vrátit po dokončení oprav.

## Interiér

### Mobiliář kostela
Bohatá výbava kostela byla pořizována v průběhu šedesátých let 18. století nákladem syna fundátorů Jana Františka Kristiána Swéerts-Sporcka. Kostel dnes vlastní pouhé torzo původního mobiliáře. Pomalu navracený mobiliář prochází restaurováním. V současnosti chybí řada dekorativních prvků, bohatě zdobené varhany, oltáře byly kompletně odstrojeny (odstraněny byly nejen oltářní obrazy a sochy, ale dokonce i zlacené dřevěné hlavice sloupů; mobiliář byl na počátku devadesátých let 20. století převezen do Varnsdorfu). Monumentalita vnitřní výbavy je umocněna i použitím ušlechtilých materiálů, zejména mramoru několika barev. Dále nesmíme opominout bohatou štukovou výzdobu, zlacení a velký počet kvalitně zpracovaných polychromovaných soch.  Podle dochovaných účtů byly v roce 1765 zhotoveny erby v presbytáři, sochařská výzdoba varhan, kostelní lavice, tumby pro boční oltáře v presbytáři a v roce následujícím pak kazatelna a ještě některé sochy na boční oltáře.

#### Boční oltáře
Kostel má celkem osm oltářů, včetně hlavního. Ostatní oltáře jsou zasvěceny Panně Marii Sedmibolestné, sv. Peregrinovi, sv. Filipovi Benizi, sv. Juliáně ,Falconeri, dále Boží hrob a oltář sv. Jana Nepomuckého. Boční oltáře jsou umístěny do výklenků vymezených mohutnými vtaženými pilíři a jsou v nich šikmo natočené. Vysoké kulisové oltáře s portálovými retabuly jsou ukončeny štítovými nástavci sepjatými volutovými křidélky, založenými do vysoké profilované římsy ukončující kladí podepřeného v úrovni retabul šikmo natočenými hranolovými pilíři a sloupky, které jsou u bočních oltářů blíže k chóru tordované, u dalších dvou oltářů hladké. Ikonografický program konojedského kostela plně zapadá do obvyklých servitských schémat a najdeme zde oltáře důležitých servitských světců, u nichž se řádu postupně podařilo dosáhnout jejich kanonizace. Již v prvních řádových konstitucích ze sedmdesátých a osmdesátých let 13. století bylo stanoveno, že servitské kostely mají mít mariánské patrocinium.

#### Hlavní oltář
Hlavní oltář postavený v ose presbytáře je vysoký, bohatě zdobený portálového typu. Na menzu tumbového tvaru nasedá retabulum s mramorovým svatostánkem. Přední sloupy oltáře jsou tordované, bohatě řezbářsky pojednané zlacené kompozitní hlavice jsou dnes odstraněny. Monumentální oltářní obraz od Filipa Leubnera zpodobňoval Pannu Marii zjevující se sedmi zakladatelům servitského řádu. Nad prázdným místem pro obraz se dnes nachází torzo zlacené plastiky Nejsvětější Trojice. Bohatou sochařskou výzdobu, která architekturu oltáře neoddělitelně dotvářela, tvořily krom toho sochy čtyř církevních otců, andělů atd. O vzniku hlavního oltáře nás informuje také pamětní list, který byl při jeho dokončení vložen do zlacené koule, představující zeměkouli ztvárnění Nejsvětější Trojice ve vrcholu oltáře. V roce 1910 byla koule otevřena a list byl doslovně přepsán do farní kroniky. Podle něj byl oltář dokončen 7. dubna 1762, byl zhotoven z mramoru o hmotnosti více než 7 000 centů a pracovali na něm tito umělci a řemeslníci: Anton Eigner, uvedený jako bývalý architekt saského kurfiřta, pocházející ze Salcburku, sochař Ignác Platzer z Prahy, štafíř Ignaz Hoffmann z Jablonného, malíř Filip Leubner z Liberce, kamenický polír Mathias Drexler ze Salcburku a štafířský tovaryš Florian Pallma z Horního Prysku.

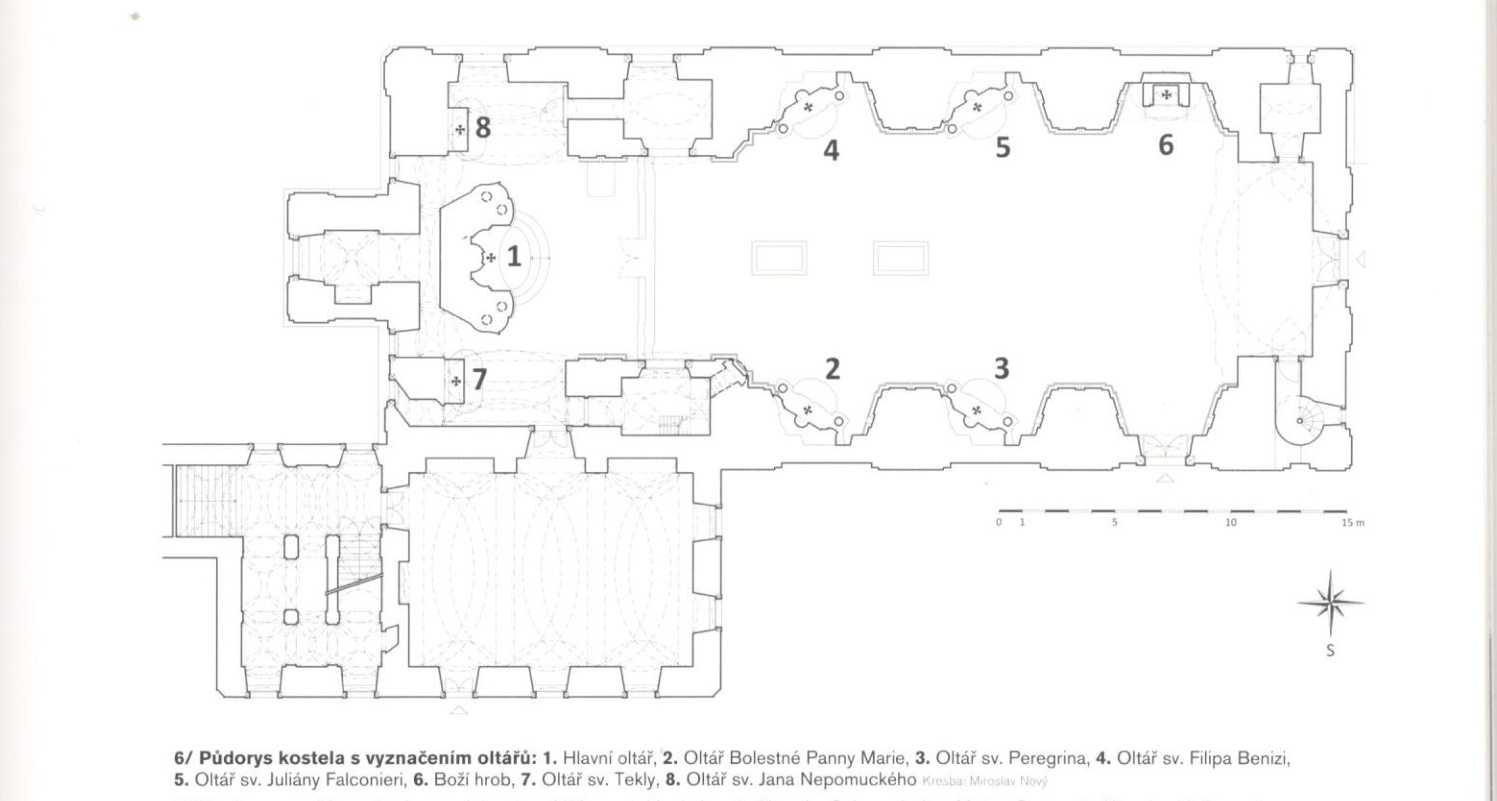
Půdorys kostela Konojedy s vyznačenými oltáři

#### Oltář Sedmibolestné Panny Marie
Boční oltáře na evangelijní straně lodi byly zasvěceny Sedmibolestné Panně Marii, která se stala v roce 1692 oficiální patronkou řádu, a sv. Peregrinovi, řádovému světci, kanonizovanému v roce 1726. U oltáře Panny Marie Sedmibolestné byl v nástavci obraz sv. Josefa a na oltáři byly sochy sv. Máří Magdalény a sv. Jana Evangelisty.

#### Oltář sv. Peregrina
Na oltáři sv. Peregrina byl v nástavci obraz sv. Jan Angelo a po stranách oltáře sochy Archandělů Gabriela a Rafaela. Je zobrazován jako mladý šlechtic, servitský řeholník s krucifixem v ruce, často s ránou na noze jak klečí před sv. Filipem Benizi a nebo před křížem, ze kterého se k němu sklání Kristus hojící Peregrinovi nemocnou nohu.

#### Oltář sv. Filipa Benizi
Na epištolní straně byl oltář sv. Filipa Benitia, nejvýznamnějšího servitského světce. Byl generálem řádu ve 13. století a je označován jako „druhý zakladatel“ řádu. Byl svatořečen jako první ze servitských světců v roce 1691. V nástavci byl obraz sv. Jana Křtitele a po stranách sochy sv. Jana Nepomuckého a sv. Lotharinga.

#### Oltář sv. Juliány Falconieri
Čtvrtý oltář v lodi je zasvěcen sv. Juliáně Falconieri, neteři jednoho ze zakladatelů řádu a zakladatelce jeho ženské větve, která byla svatořečena v roce 1737. V nástavci byl obraz sv. Barbory a po stranách sochy sv. Kateřiny a sv. Apoleny.

#### Boží hrob
Boží hrob umístěný ve třetím výklenku jižní strany lodi je už dílem zcela jiné doby, byl zde zřízen až v roce 1857. Zcela západní výklenek jižní strany lodi je určen kapli Božího hrobu. Klenba, stěny kaple, pilastry i parapet jsou opatřeny polychromií imitující mramor. Líc klenby je doplněn o iluzivní prokrajovaná pole. Stejně tak i pohledová strana parapetu nad klenbu a cvikly nad klenbou. Uvnitř kaple je umístěna architektura dřevěného oltáře, opět s polychromií imitující mramor, s otevřenou menzou znázorňující Boží hrob, kde byla umístěna socha mrtvého Krista. Retabulum je prolomeno výklenkem, zvýrazněným po stranách pilastry, na jejichž hlavice nasedá půlkruhová archivolta a malovaným nápisem Sein Grab wird herllich sein. Do vrcholu archivolty je osazen křížek s postranními rozvilinami. Oltář nebyl používán ke mši svaté, jen k vystavení Nejsvětější Svátosti ve svatý týden.

#### Oltář sv. Tekly
Později doplněné menší oltáře po stranách presbytáře, tvořené jen mramorovými tumbami a obrazy ve vyřezávaných rámech, byly zasvěceny na evangelijní straně sv. Tekle.

#### Oltář sv. Jana Nepomuckého
Nachází se na epištolní straně a je zasvěcen sv. Janu Nepomuckému, dobově nejoblíbenějšímu světci. Tím bylo dosaženo počtu sedmi oltářů; číslo sedm mělo pro servity zvláštní symbolický význam (sedm bolestí Panny Marie, sedm otců zakladatelů řádu).

### Soubor sedmi žerdí Bratrstva Bolestné Panny Marie
Žerdě byly jako pomůcka využívány při společné modlitbě sedmibolestného růžence, kdy byly postupně dle pořadí cyklu nošeny před oltář a zdviženy, aby mohli poukazovat na konkrétní pasáž modlitby a byly všem viditelné. Soubor sedmi žerdí Bratrstva Bolestné Panny Marie je upevněno v železných okách na severní straně lodi kostela Nanebevzetí Panny Marie mezi dvěma bočními oltáři. Spodní část žerdí se skládá ze dvou dřevěných částí. Spodní část je hladká, vrchní tordovaná. Vrchní část tvoří terče s výjevy sedmi bolestí Panny Marie. Výjevy: 1) Obětování v chrámu, 2) Útěk do Egypta, 3) Nalezení dvanáctiletého Ježíše v chrámu, 4) Ježíš nesoucí kříž, 5) Ukřižování Krista 6) Panna Marie s mrtvým Kristem 7) Kladení do hrobu. Žerdi pochází z 2. poloviny 18. století. Jsou soustružené, malované, zakončené železným plechem, na jehož obou stranách se nachází drobné olejomalby. Na druhé straně terče údajně zobrazeno planoucí srdce Bolestné Panny Marie, proťaté šípem, s andělskými hlavičkami s křidélky po stranách.

### Kazatelna
V místě skosení severního pilíře je do prostoru lodi vsazena pozdně barokní kazatelna. Půdorysně oblé řečniště s ozdobnou mramorovou poprsní (zevnitř opláštěnou dřevem) a mohutnou členitou konzolou vespod je kryto dřevěnou stříškou polychromovanou iluzivním mramorováním. Vstup na kazatelnu procházející pilířem je ze strany lodi zvýrazněn mramorovým ostěním. Stejně tak jako je tomu u oltářů, rovněž kazatelna postrádá řezbářskou výzdobu, která byla její součástí (vyřezávané dekory, plastiky). Kazatelna pochází z let 1766–1767. Mramorová kazatelna je složena z řečniště a baldachýnové stříšky. Zdobená plastikami a zlacenými dřevořezbami s rokajovými motivy. Na římse řečniště plastiky 4 evangelistů – zleva sv. Matouš, sv. Marek, sv. Lukáš a sv. Jan. Všichni na římse sedí. Sv. Matouš drží levou rukou knihu, kterou si zároveň opírá o pravé koleno. Zpoza knihy vykukuje andělská hlavička. Sv. Marek drží rozevřenou knihu v pravé ruce a levou přidržuje rozevřené stránky. Pod knihou se nachází lví hlava. Sv. Lukáš je doplněn býčí hlavou s křidélkem, na které má položenou knihu, kterou pravou rukou přidržuje. Levou ruku má v žehnajícím gestu nataženou před sebe. Sv. Jan drží rozevřenou knihu ve své levé ruce a do ní mu nahlíží plastika orla. Vyjma sv. Jana jsou všichni evangelisté ztvárněni jako starší muži s plnovousem a plešatými hlavami, Jan zobrazen jako mladý muž s delšími, vlnitými vlasy. Na stříšce členitých tvarů personifikace Víry, Naděje a Lásky, na vchodu další plastika Neposkvrněného početí (Madona Immaculata).

### Kostelní lavice
Lavice se nacházejí v lodi kostela, jsou seřazeny ve dvou řadách po dvou blocích. Lavice jsou barokní z druhé poloviny 18. století, patří k původnímu vybavení kostela. Lavice byly vyrobeny z dubového masivu, v blocích stojí na společné podestě. Jsou zdobeny řezbářsky – volutami vyřezanými na obvodu bohatě tvarovaných bočnic jednotlivých řad lavic. Čela a zadní strany posledních lavic jsou zdobeny třemi intarzovanými kazetami. Intarzii tvoří do kříže složená ořechová dýha. Jedná se o celkem 20 kusů lavic ve 4 polích, z roku 1762. Další dvojité lavice se nachází pod kruchtou a na chórových emporách. Lavice jsou dubové, s jednoduchou řezbou rokajových typů na bocích, horní desky mají zvlněné.

### Varhany
Varhany byly umístěny v západním chóru kostela. Jednalo se o rokokové varhany vytvořené v roce 1768 Katzerem z Králík (Grulichu). Nástroj je složený ze dvou shodných varhanních skříní a pozitivu umístěného v zábradlí kruchty. Prospekty hlavního stroje a pedálu leží na zdobených postamentech. Polychromovaný zelenožlutým mramorováním a zlacený. Na hlavním stroji umístěny dřevěné polychromované plastiky krále Davida s harfou, pod ním plastika stojícího anděla troubícího na trumpetu klarinu. Pod andělem se nacházejí dva andílci hrající na tympány a housle. Na protější straně plastika sv. Cecilie s portativem, pod ní opět anděl s trumpetou a dva andílci hrající na loutnu a tympány. Na pozitivu nástroje stojí dva andílci hrající na lesní rohy. Varhanní stroj obsahuje celkem 18 znějících rejstříků. V letech 1994–1995 byly varhany převezeny do kostela sv. Karla Boromejského ve Varnsdorfu, kde byly umístěny na západní emporu.
Krypta
V kryptě pod hlavním oltářem jsou uloženy ostatky zakladatelů kláštera Františka Karla Rudolfa Swéerts-Šporka a jeho manželky Anny Kateřiny Šporkové.

## Galerie

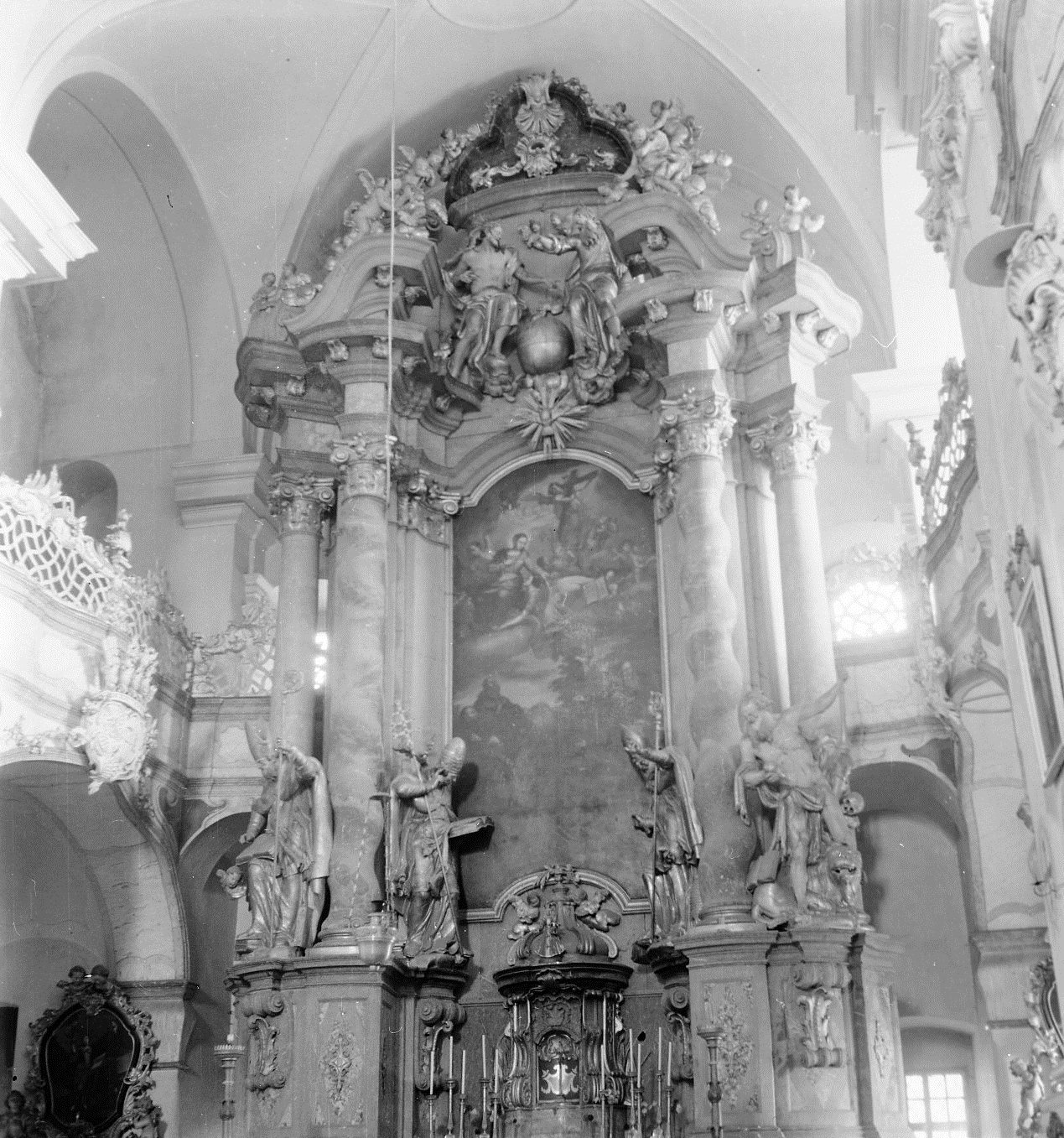
Hlavní oltář – původní stav
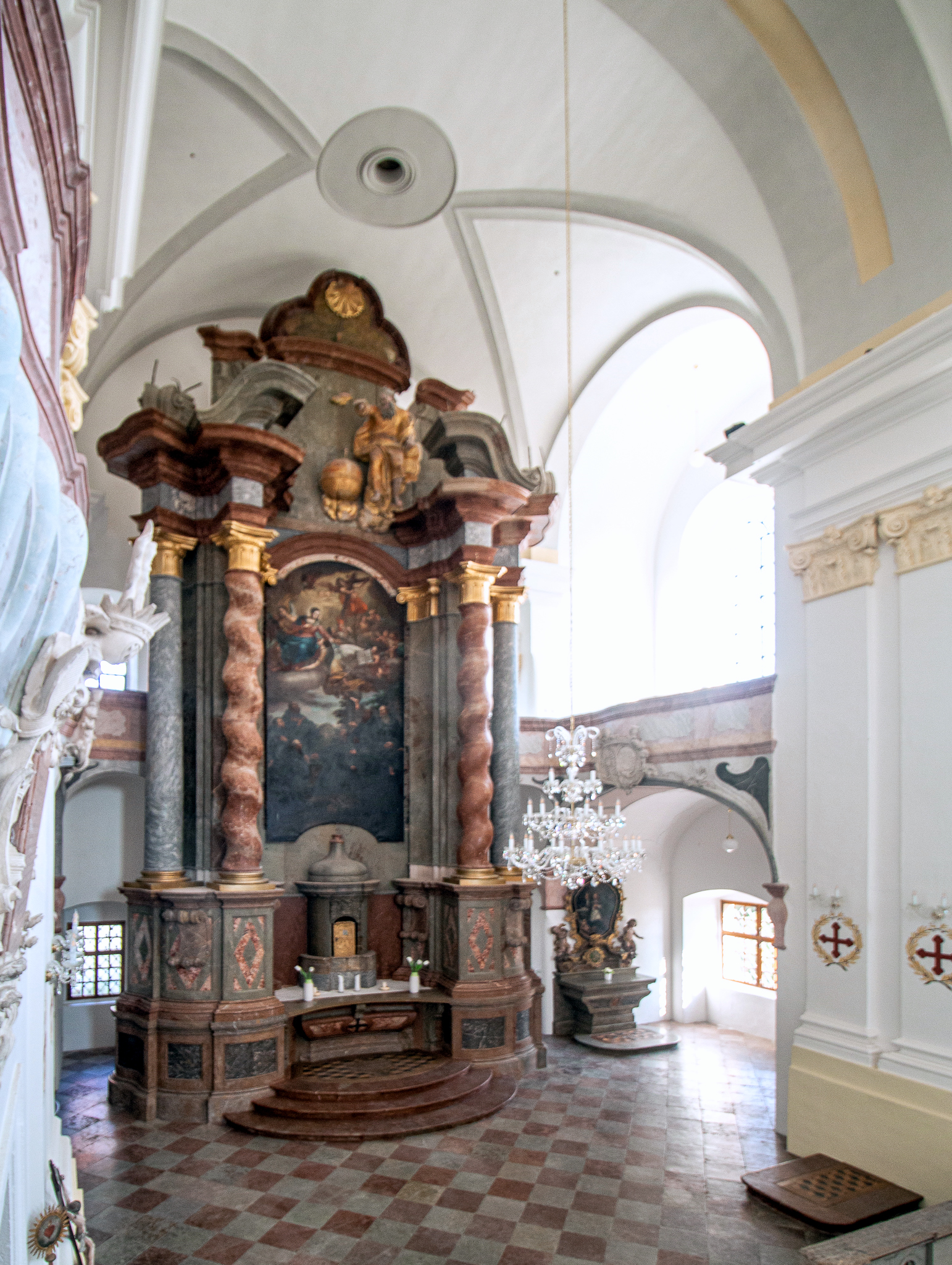
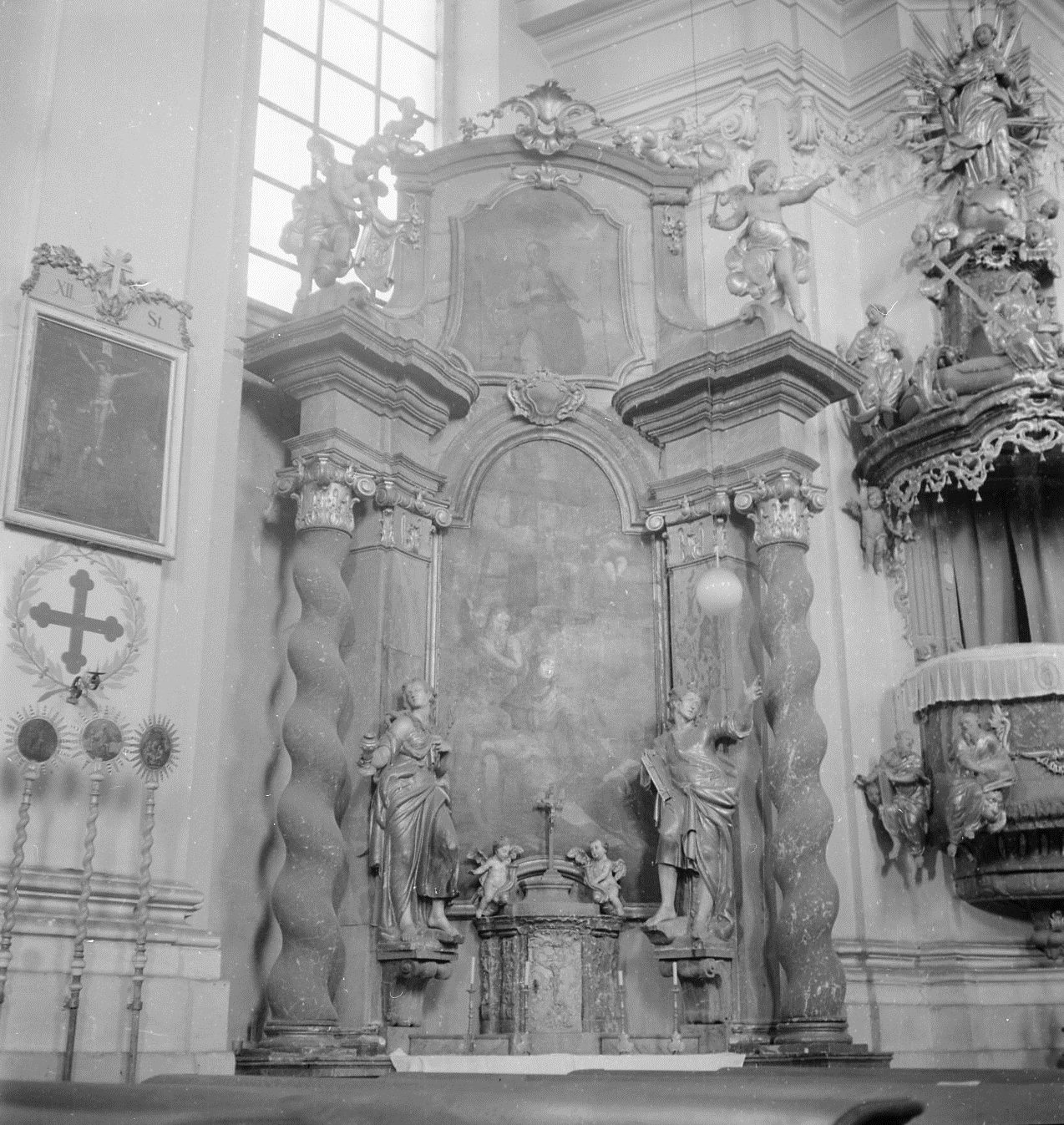
Oltář Sedmibolestné Panny Marie – původní stav
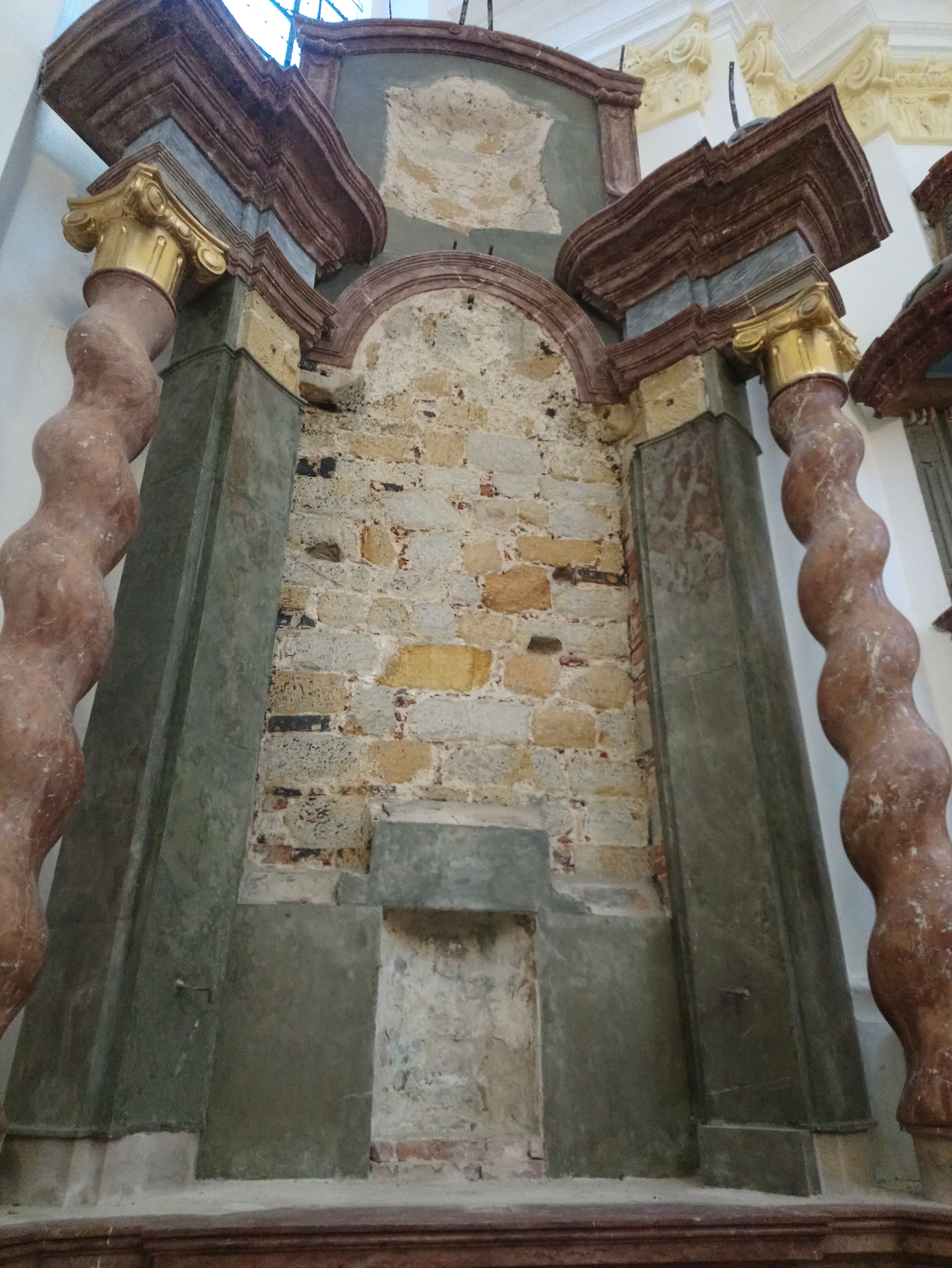
Oltář Sedmibolestné Panny Marie (2) – současný stav
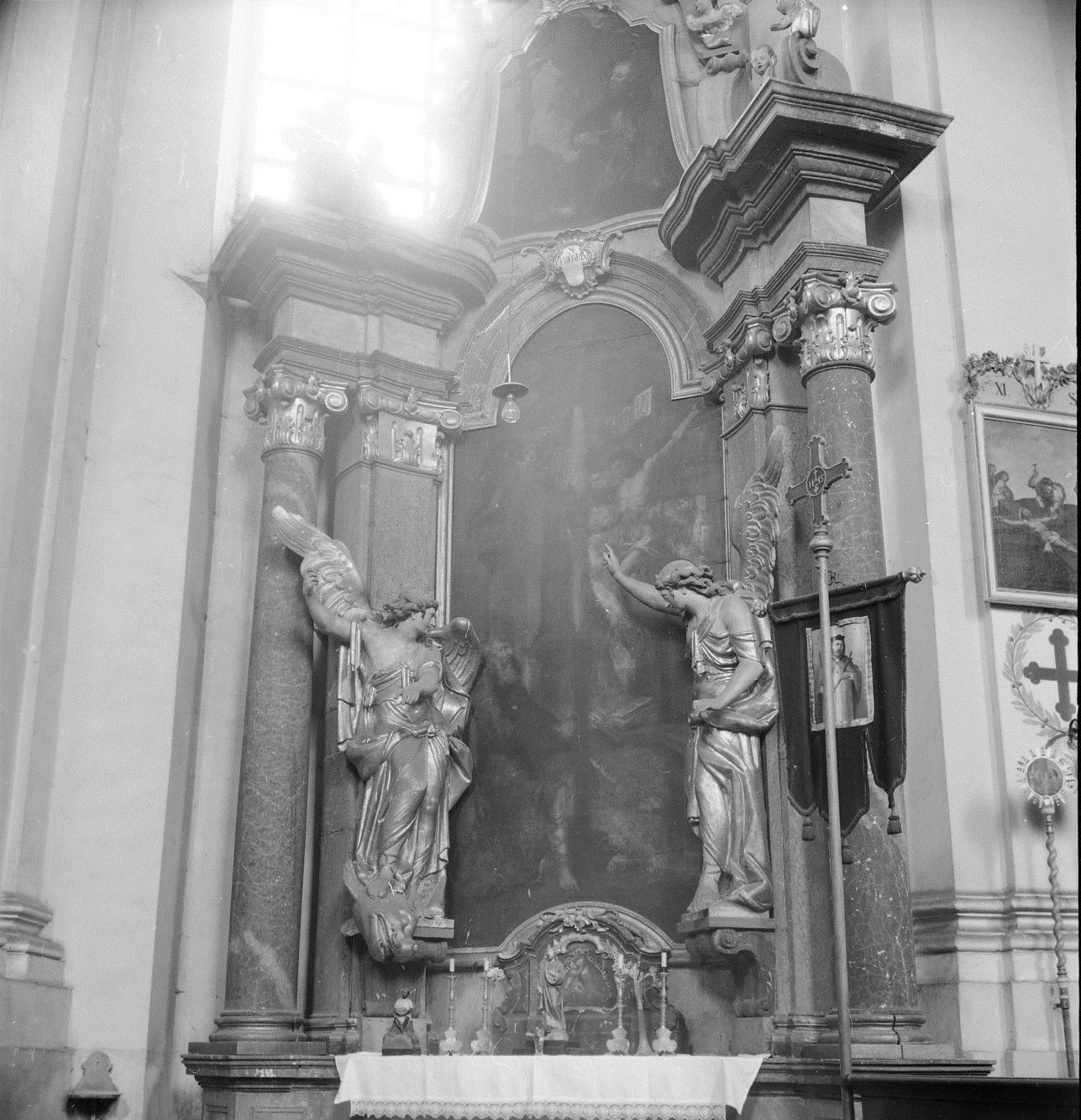
Oltář sv. Peregrina – původní stav
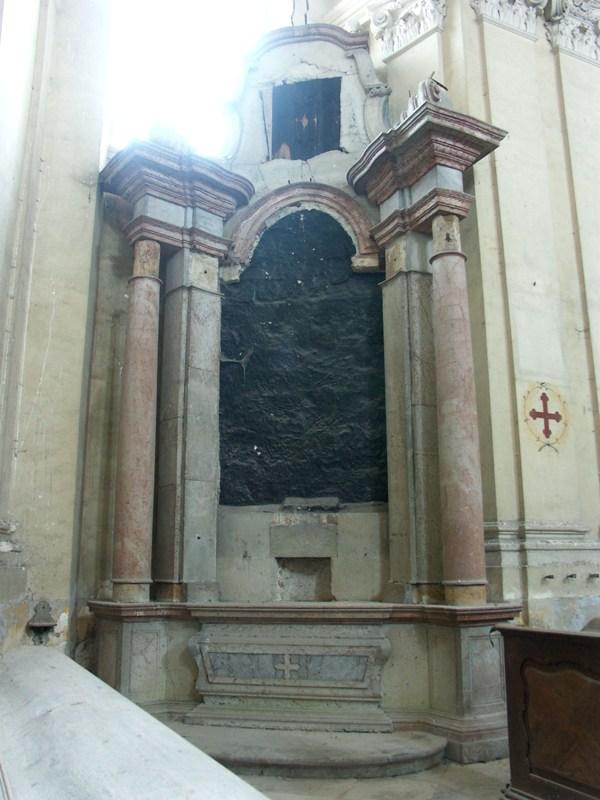
Oltář sv. Peregrina – stav v roce 2016, v současnosti prochází restaurováním
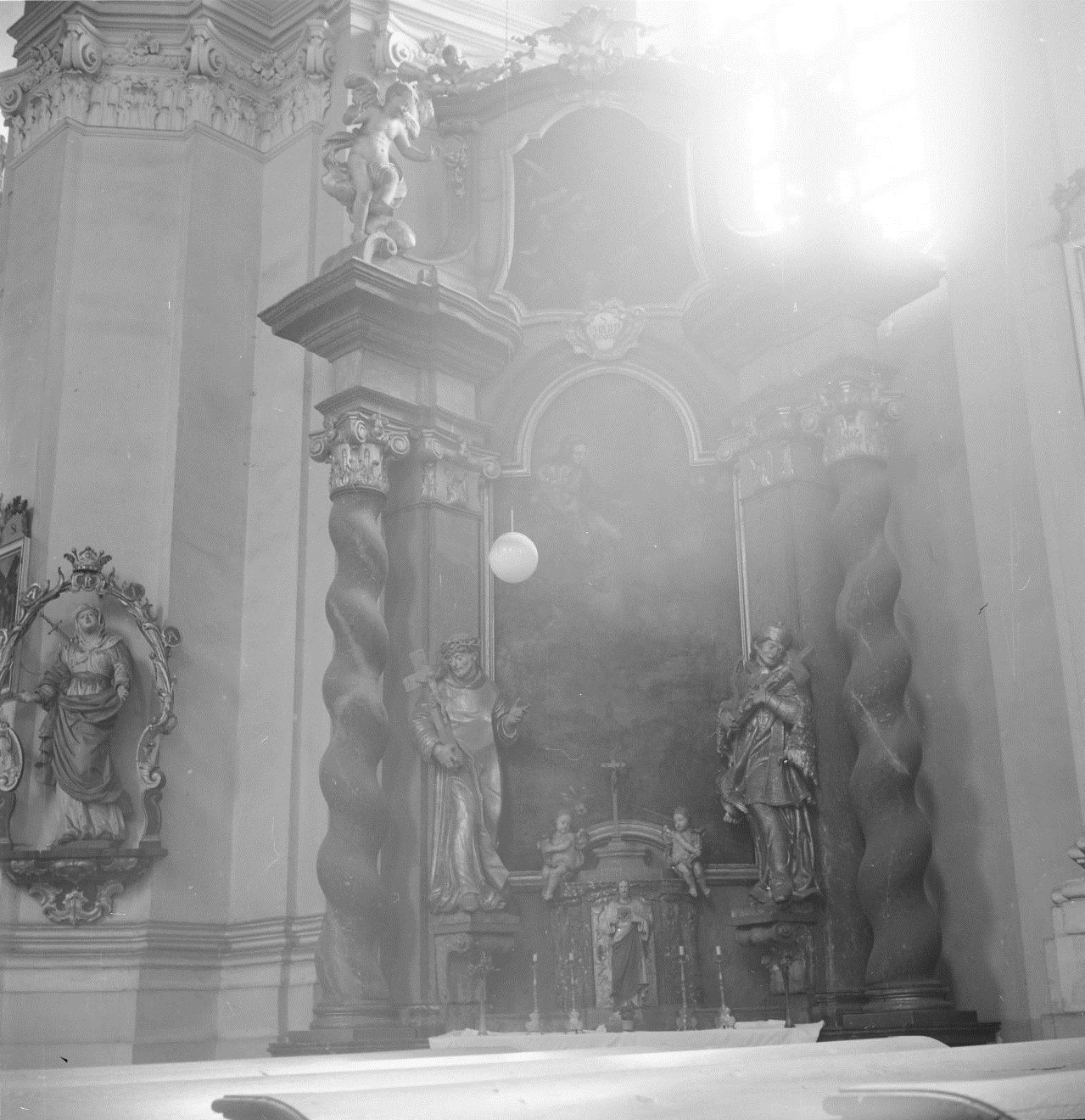
Oltář sv. Filipa Benizi – původní stav
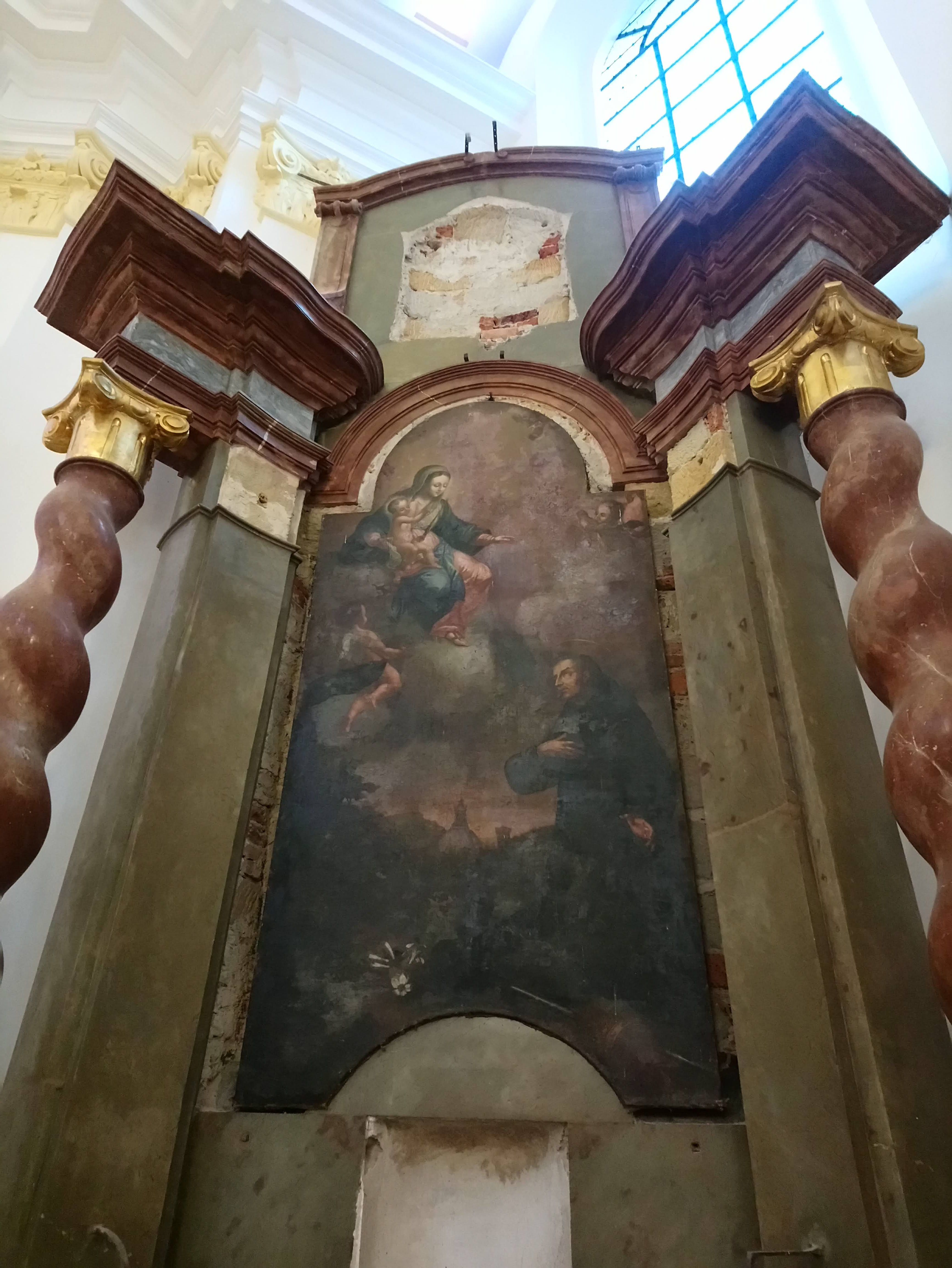
Oltář sv. Filipa Benizi – současný stav
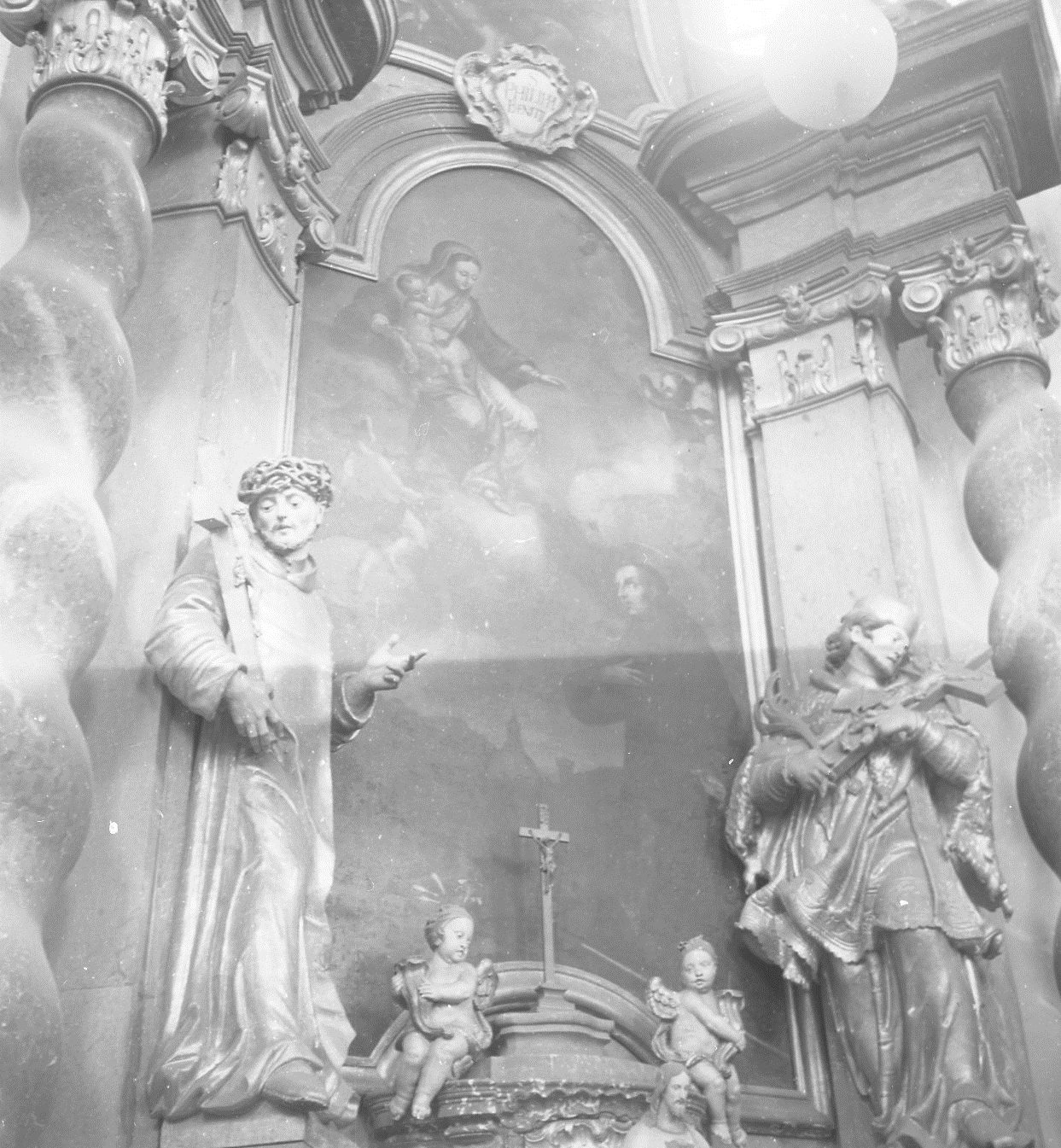
Detail oltáře sv. Filipa Benizi – původní stav
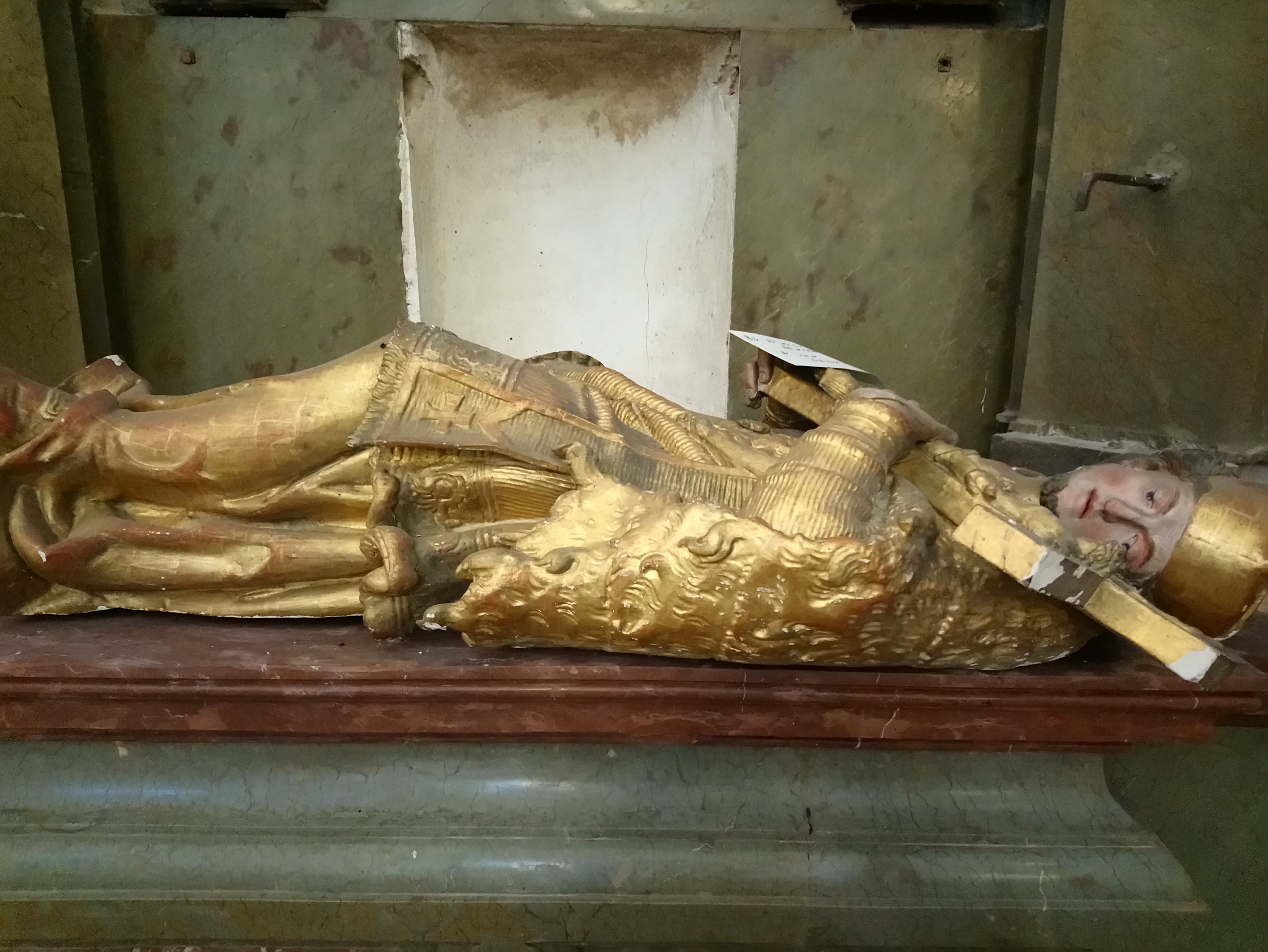
Socha sv. Jana Nepomuckého po restaurování, připravena k osazení na původní místo oltáře sv. Filipa Benizi
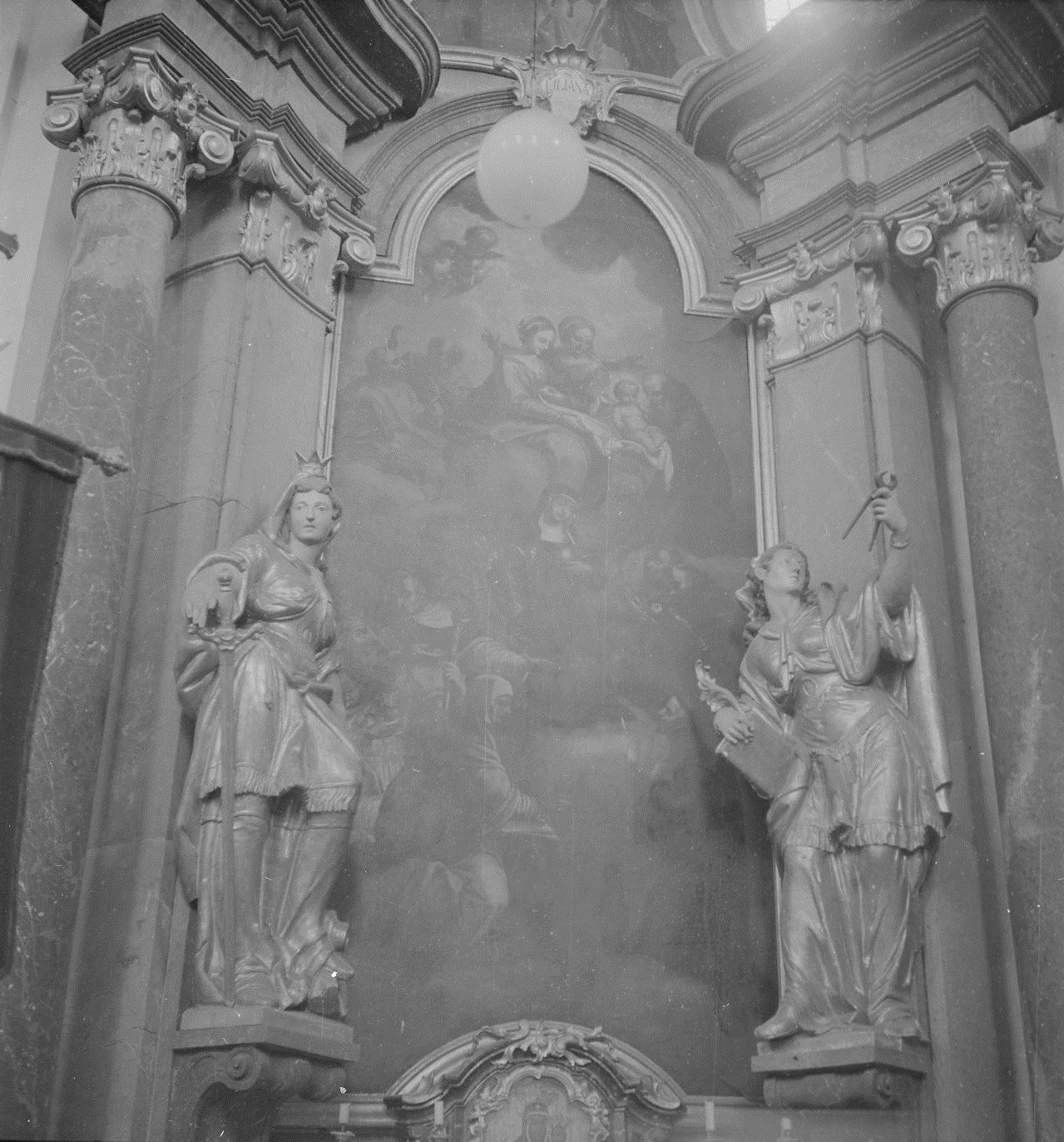
Oltář sv. Juliány Falconieri – původní stav
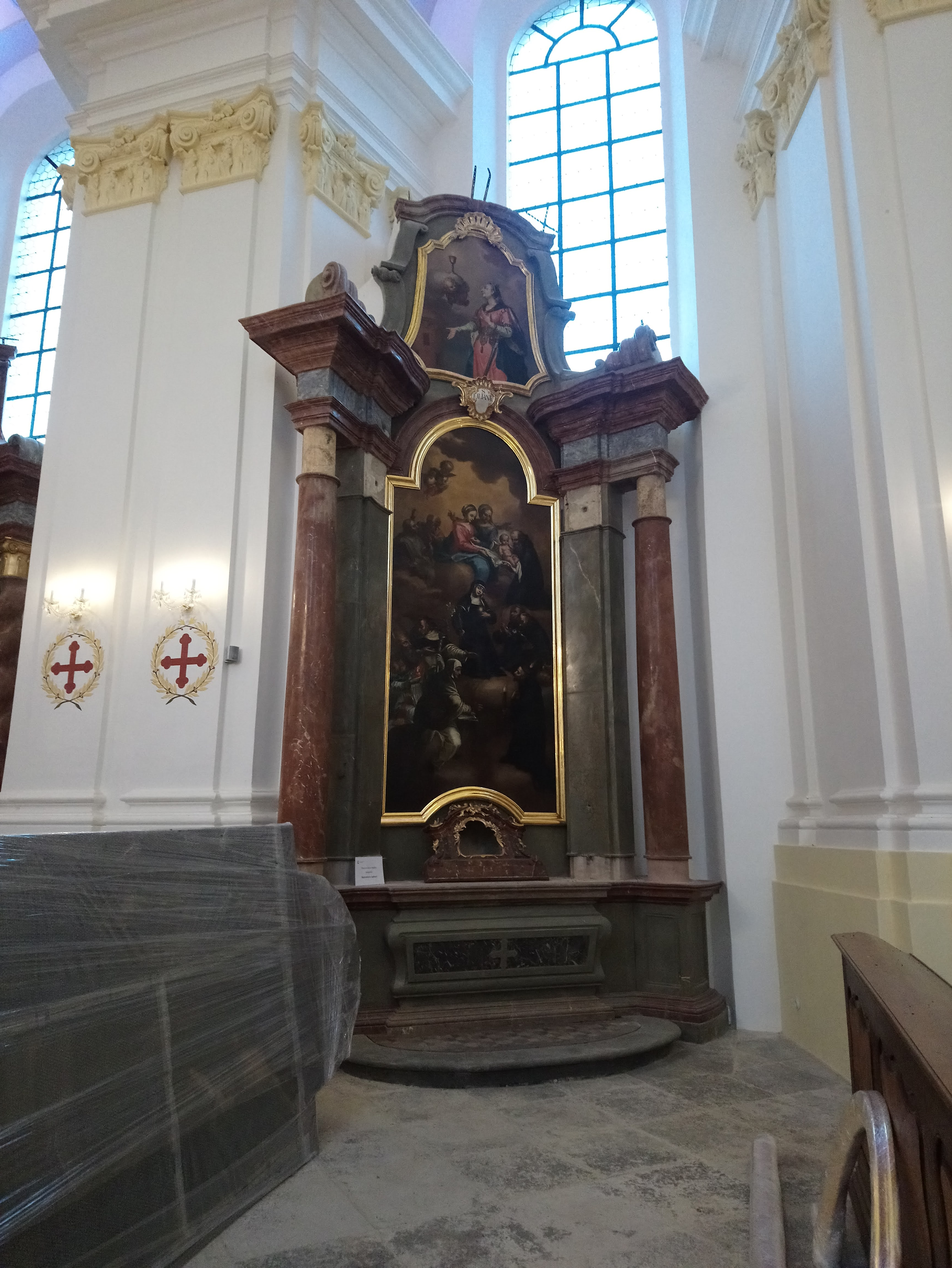
Oltář sv. Juliány Falconieri – současný stav
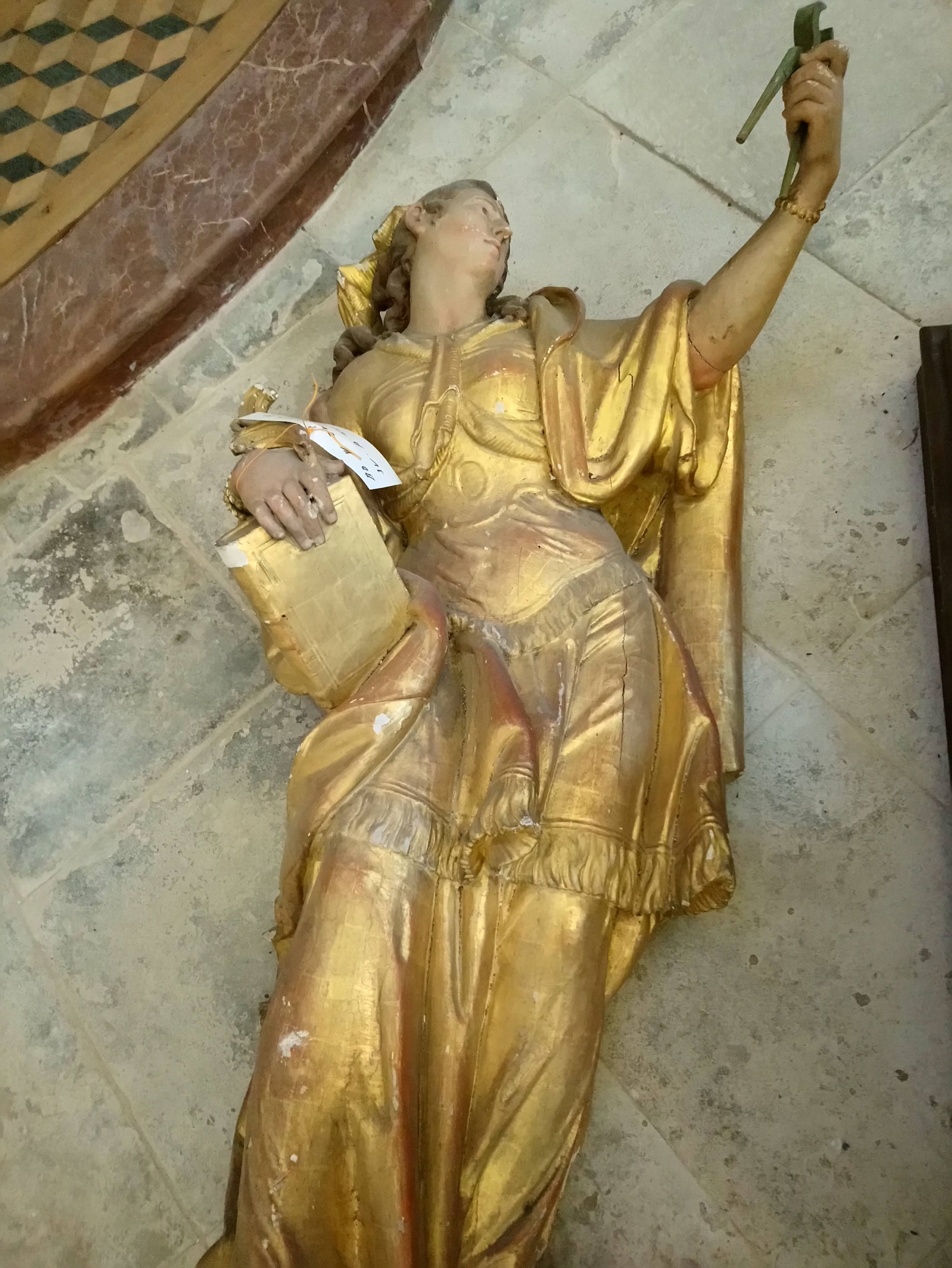
Socha sv. Apoleny po restaurování, připravena k osazení na původní místo oltáře sv. Juliány Falconieri
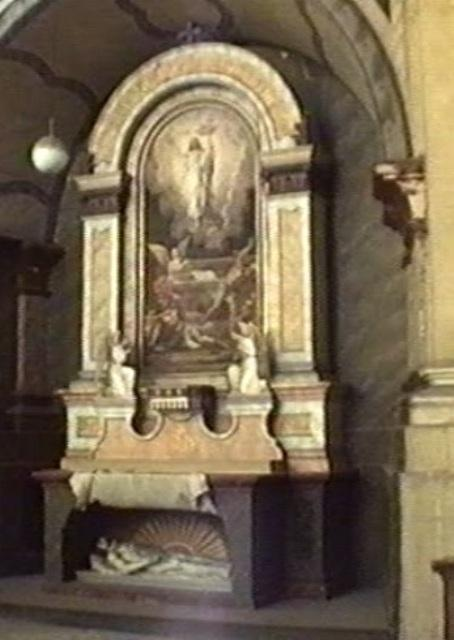
Boží hrob – stav v roce 1993
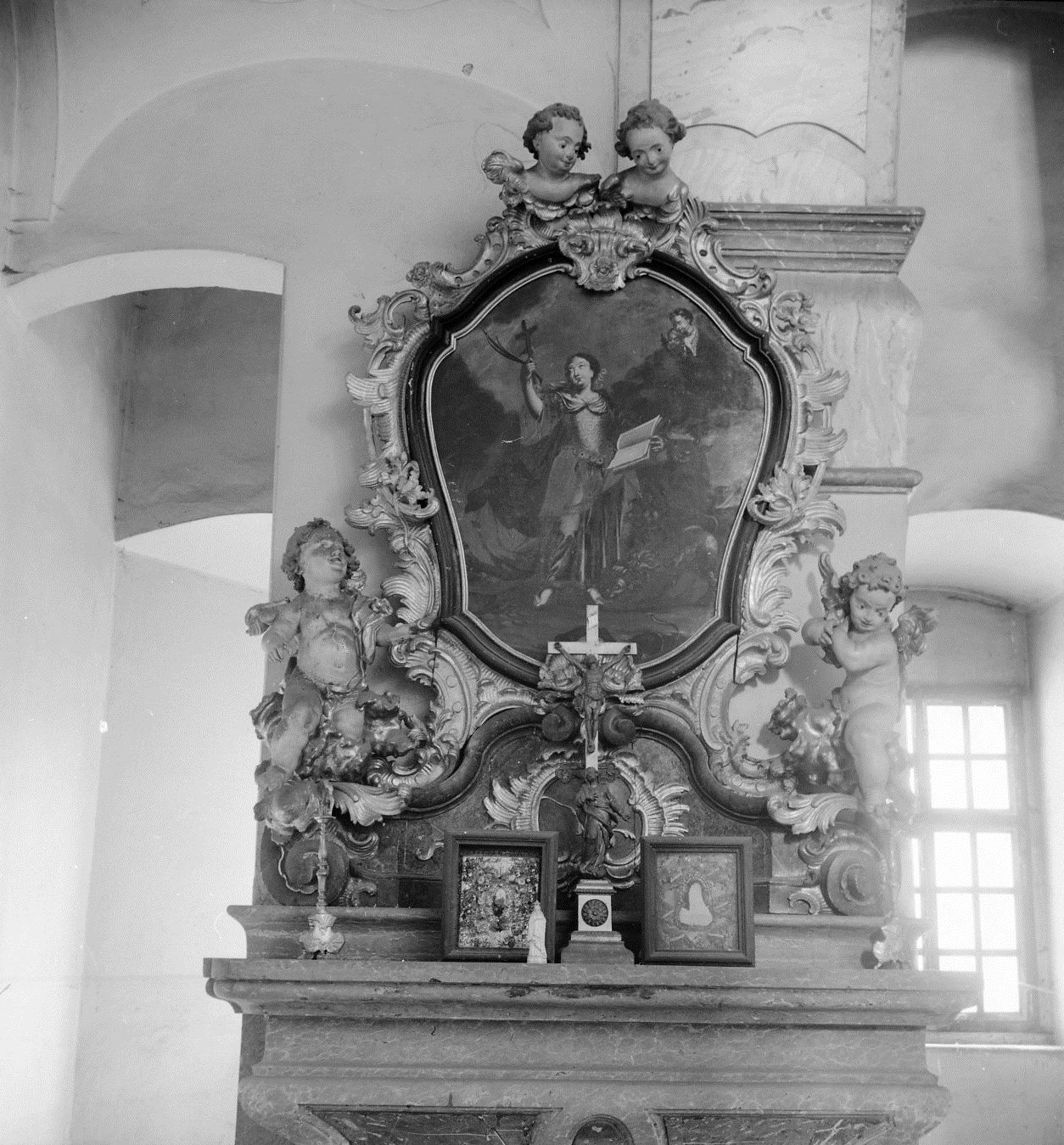
Oltář sv. Tekly – původní stav
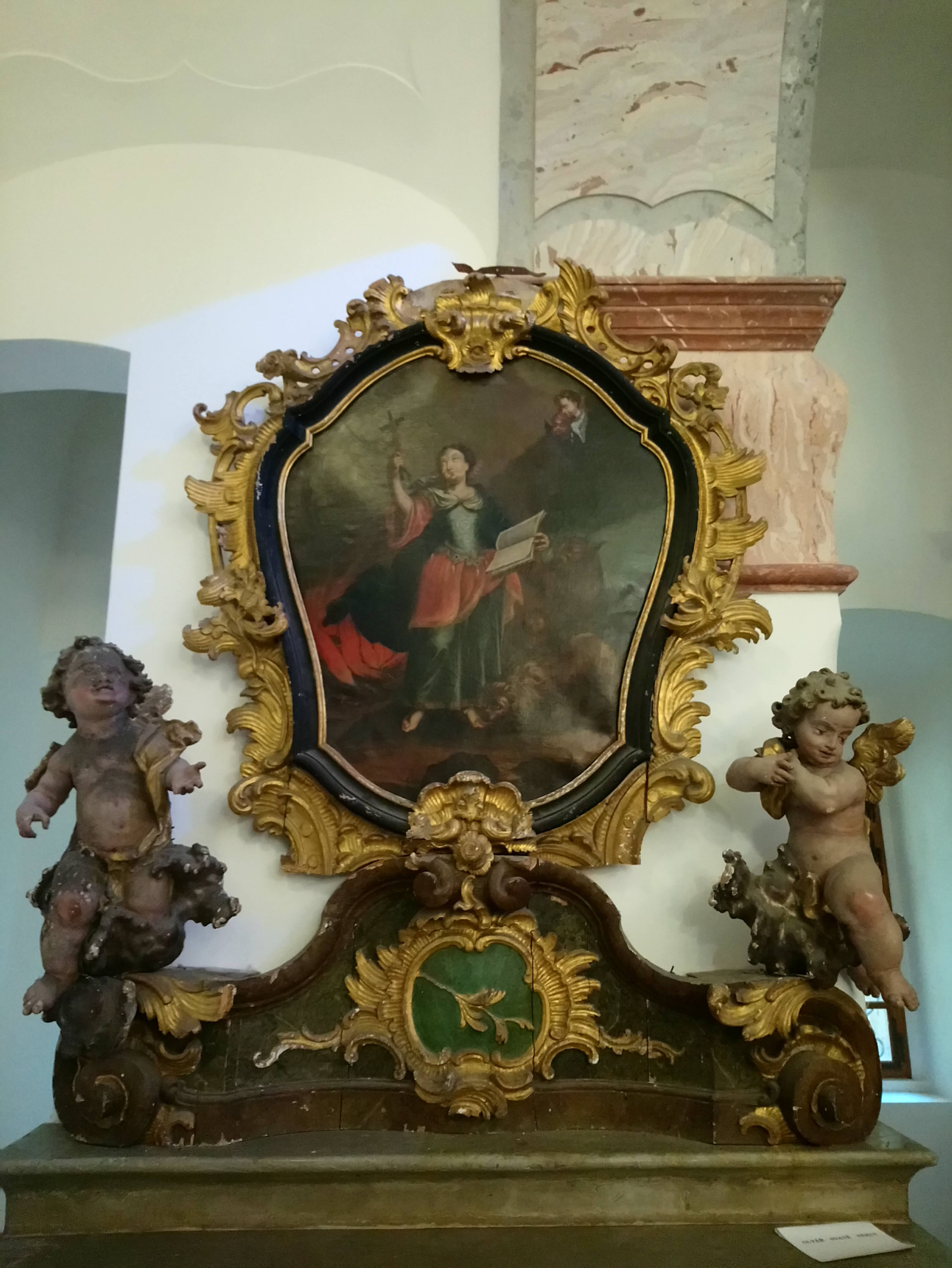
Oltář sv. Tekly – současný stav
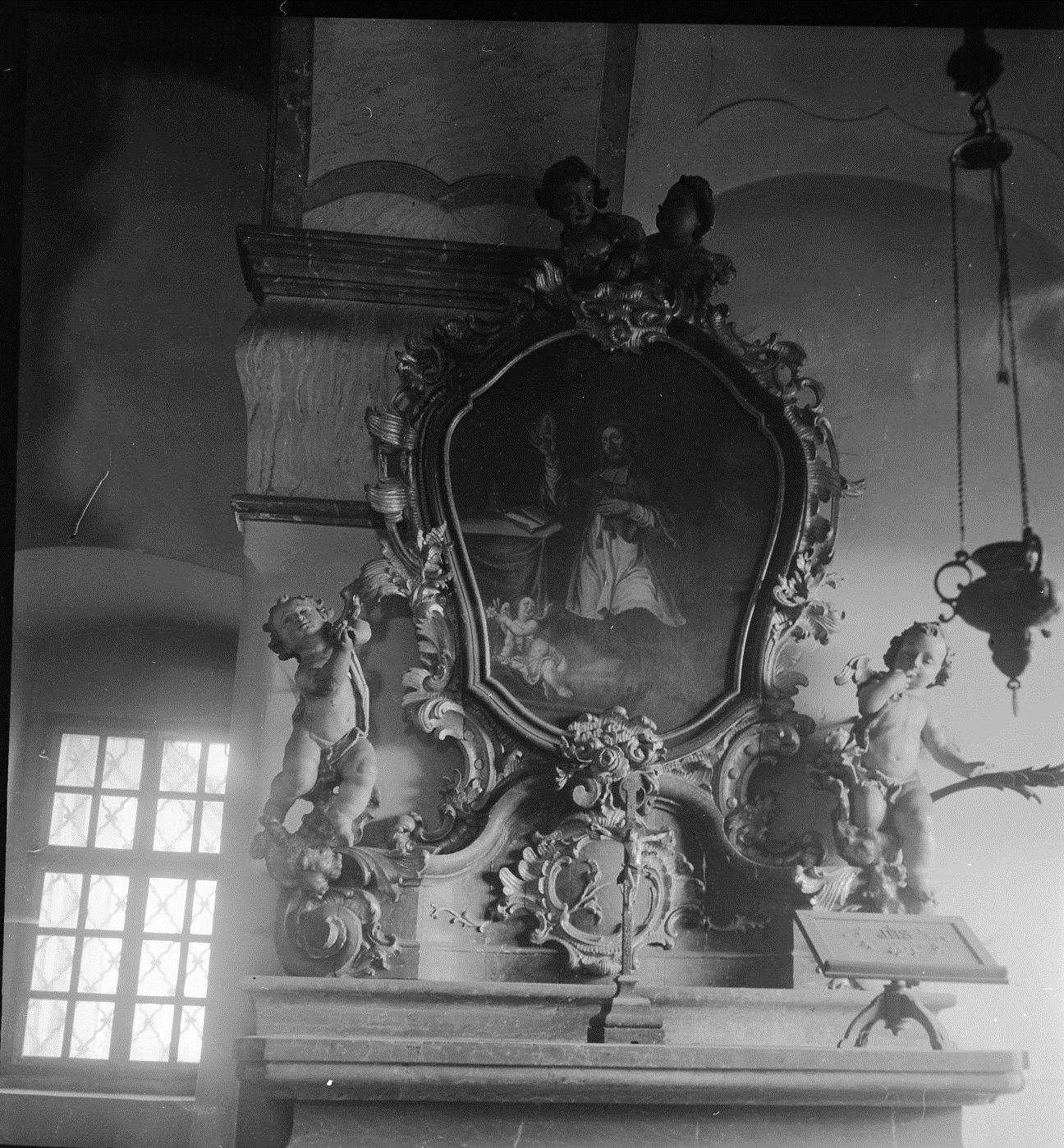
Oltář sv. Jana Nepomuckého – původní stav
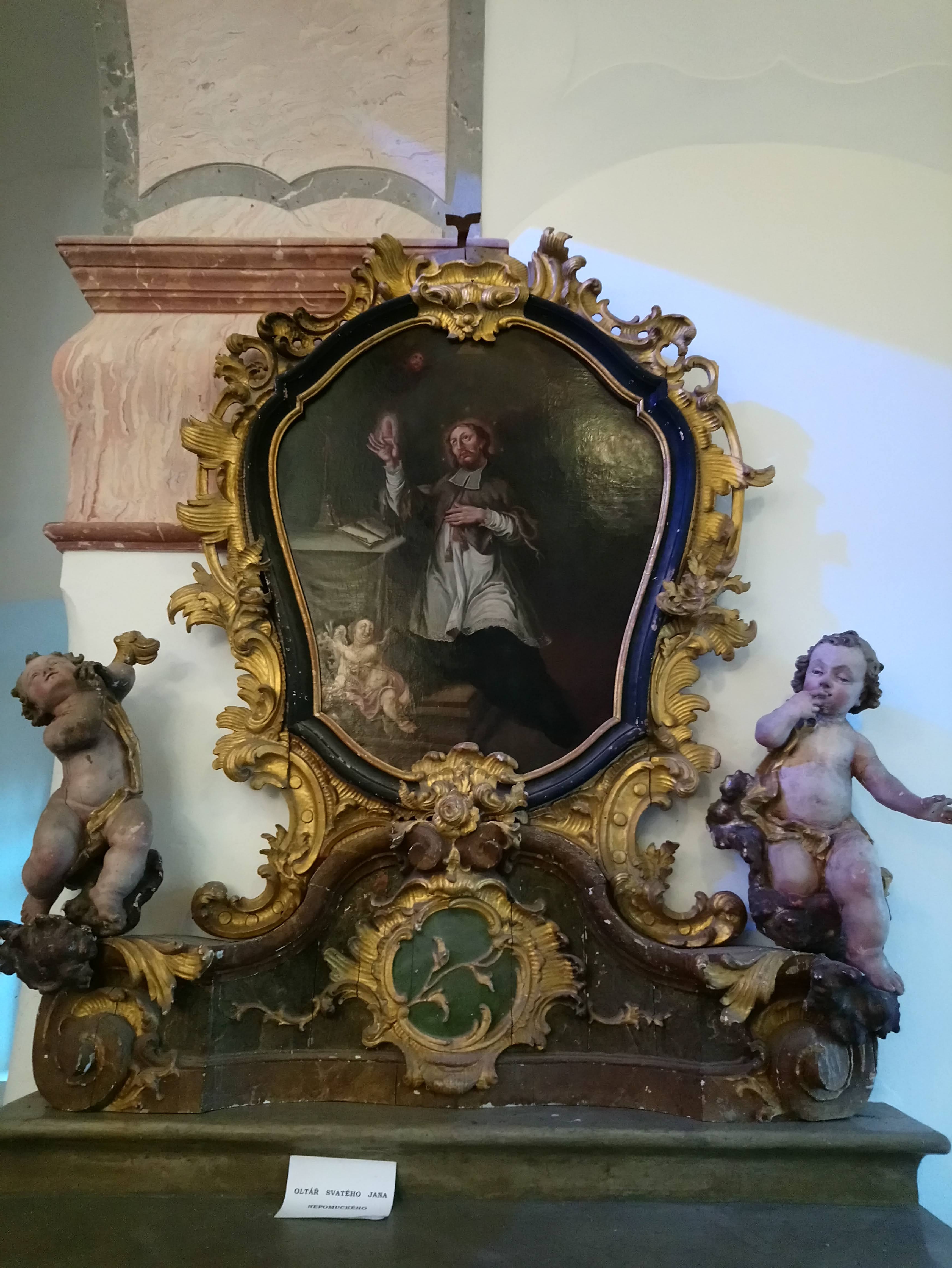
Oltář sv. Jana Nepomuckého – současný stav
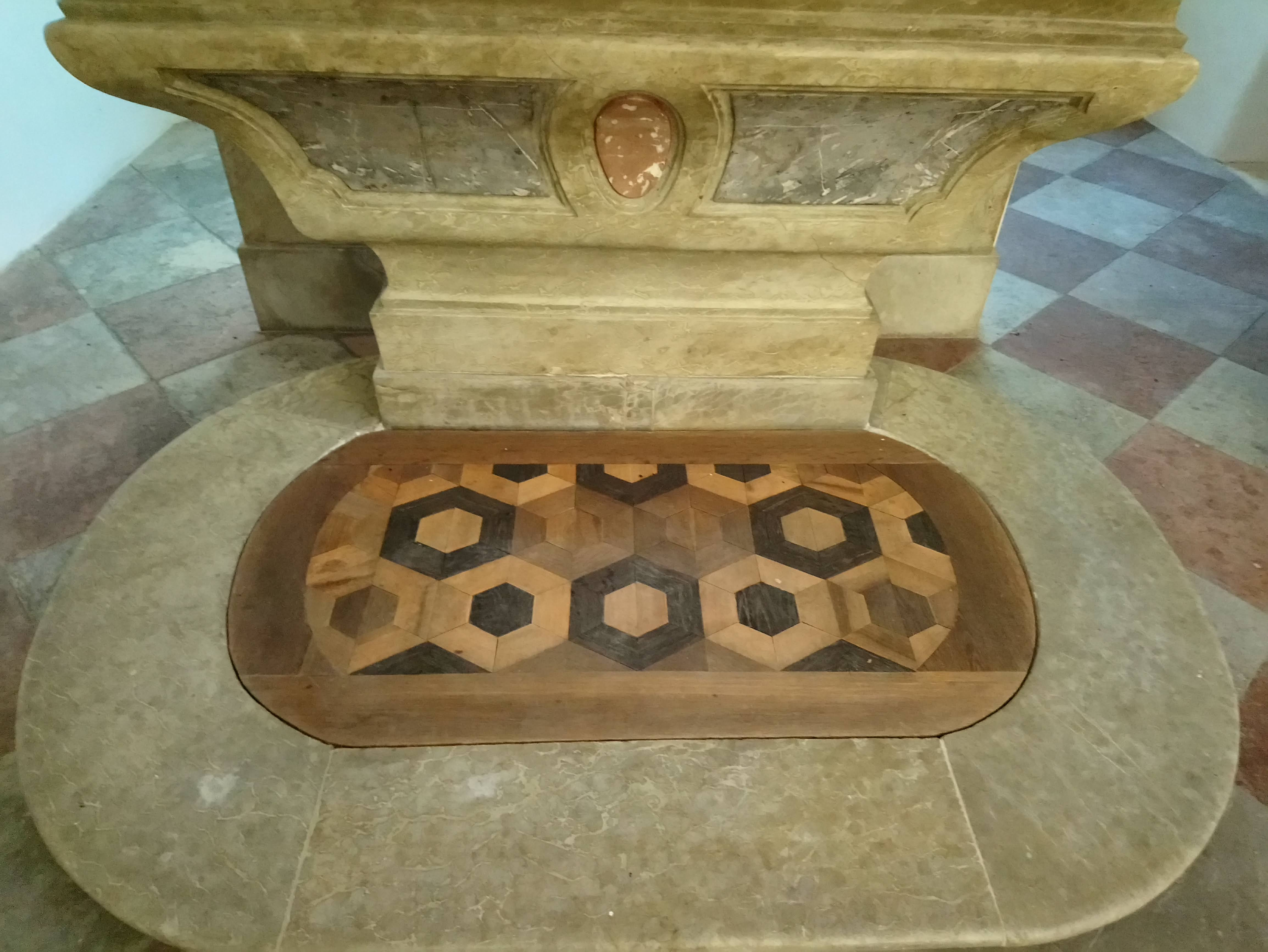
Detail dřevěné parketové výplně před oltářem sv. Jana Nepomuckého
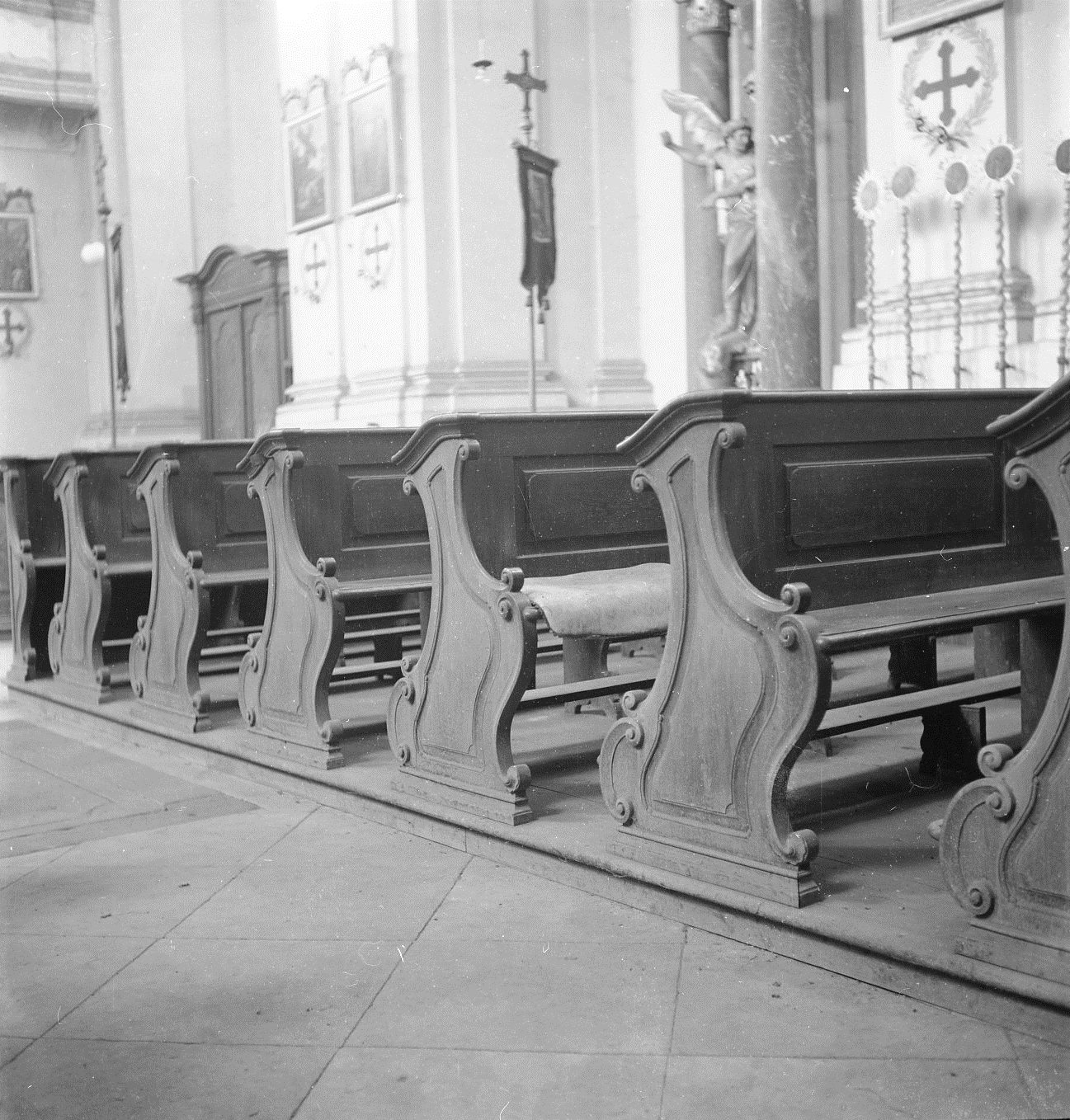
Kostelní lavice – původní stav
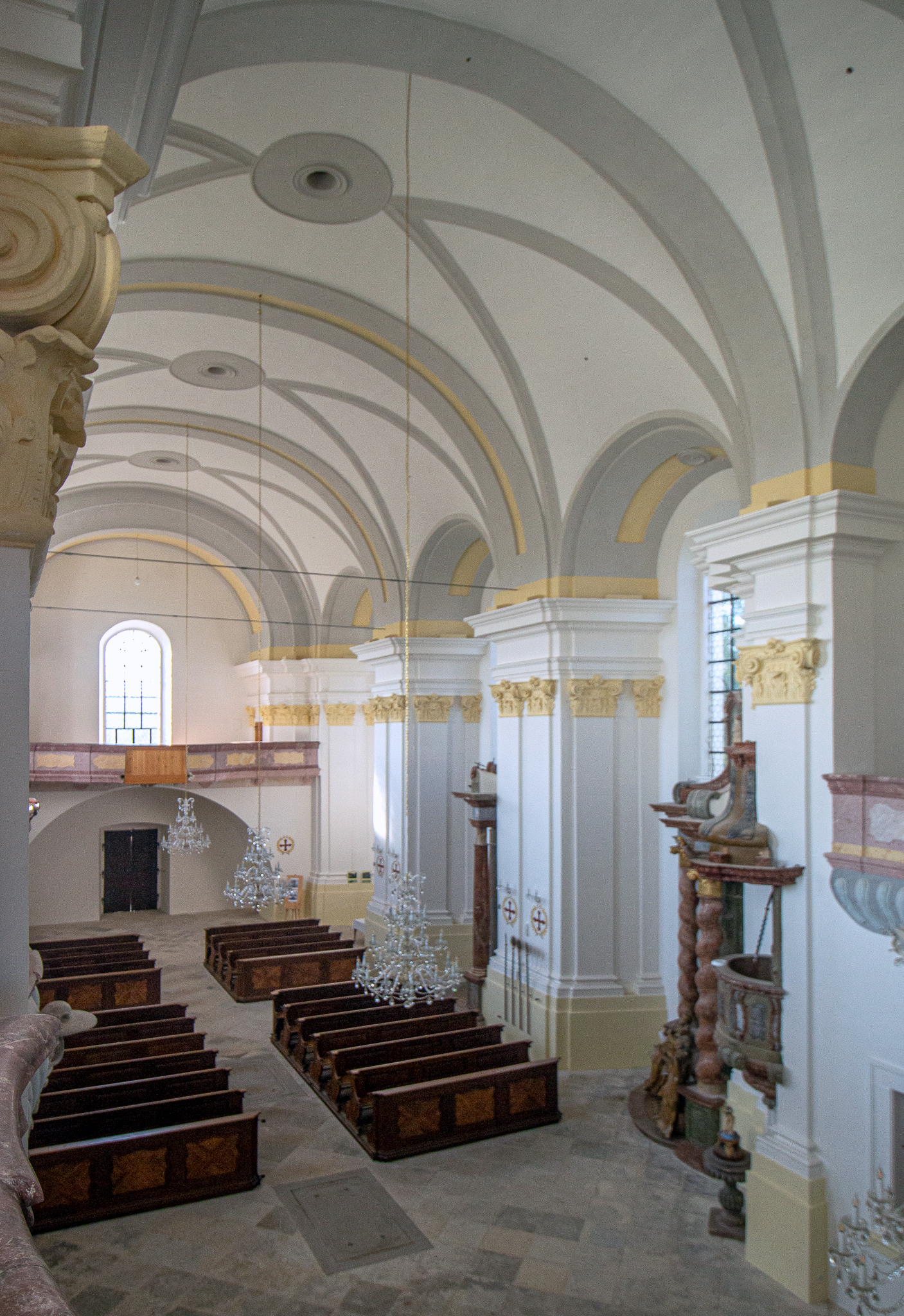
Kostelní lavice – současný stav včetně pohledu na loď kostela
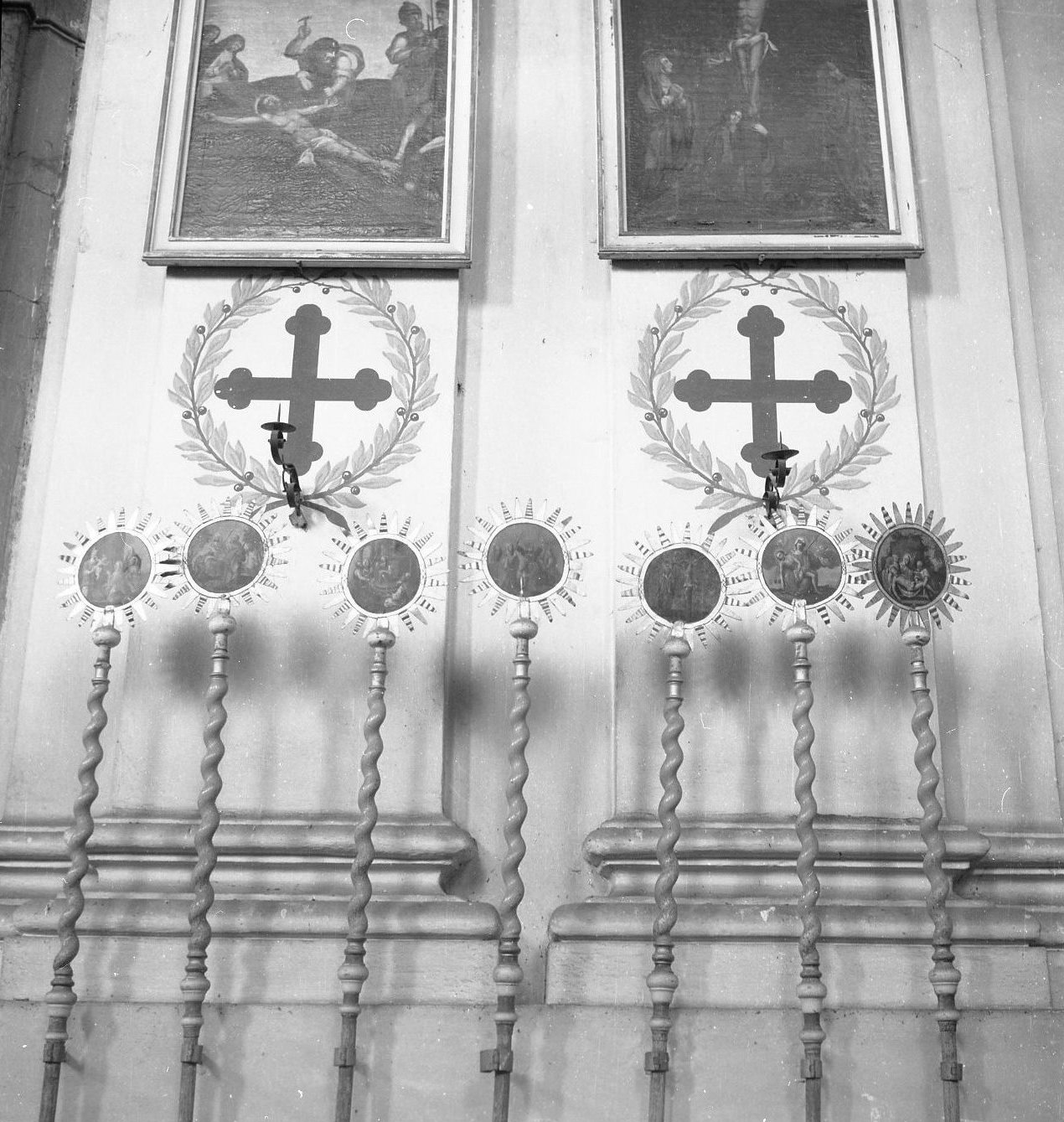
Soubor 7 žerdí Bratrstva Bolestné Panny Marie – původní stav
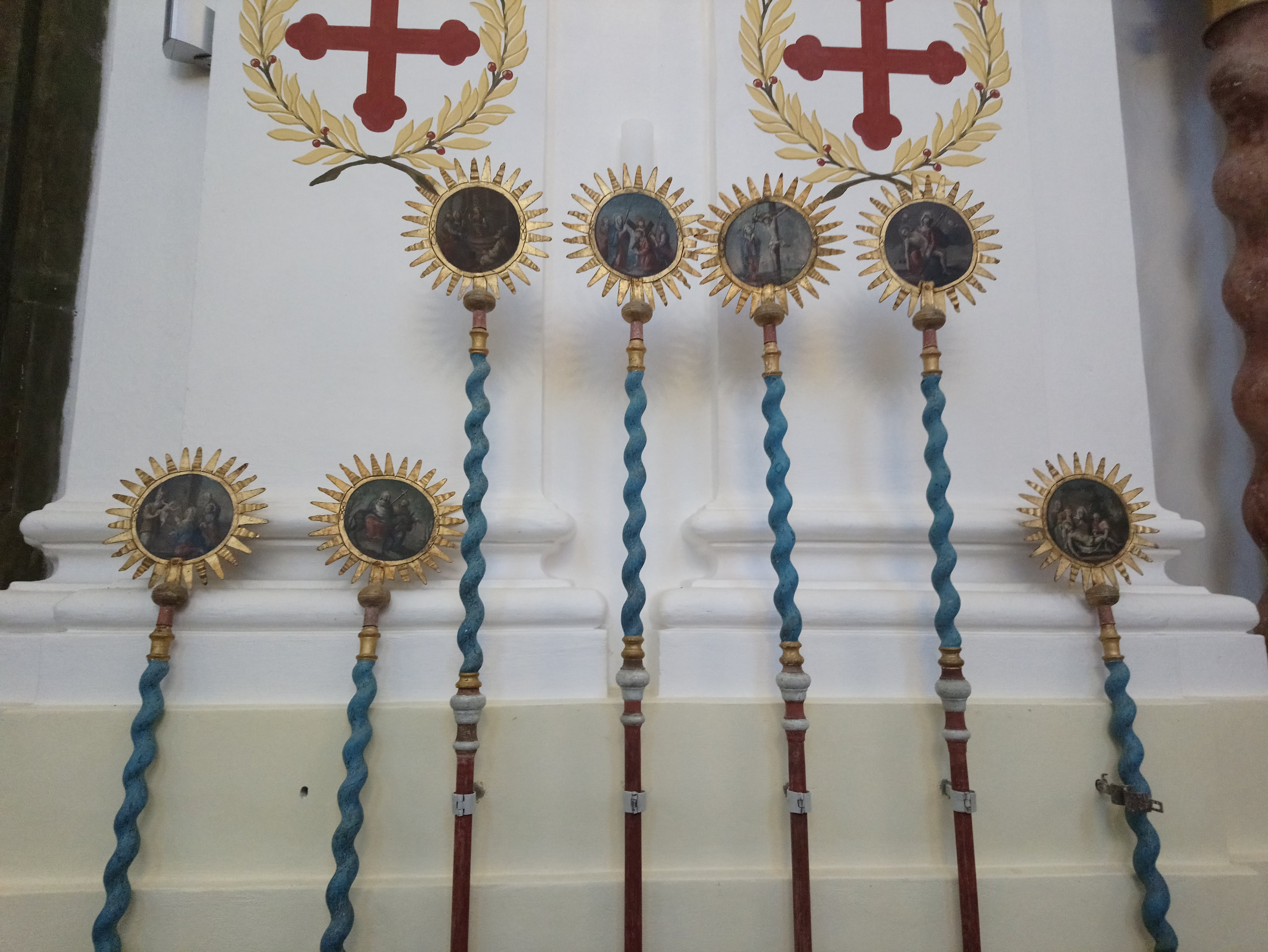
Soubor sedmi žerdí Bratrstva Bolestné Panny Marie – současný stav
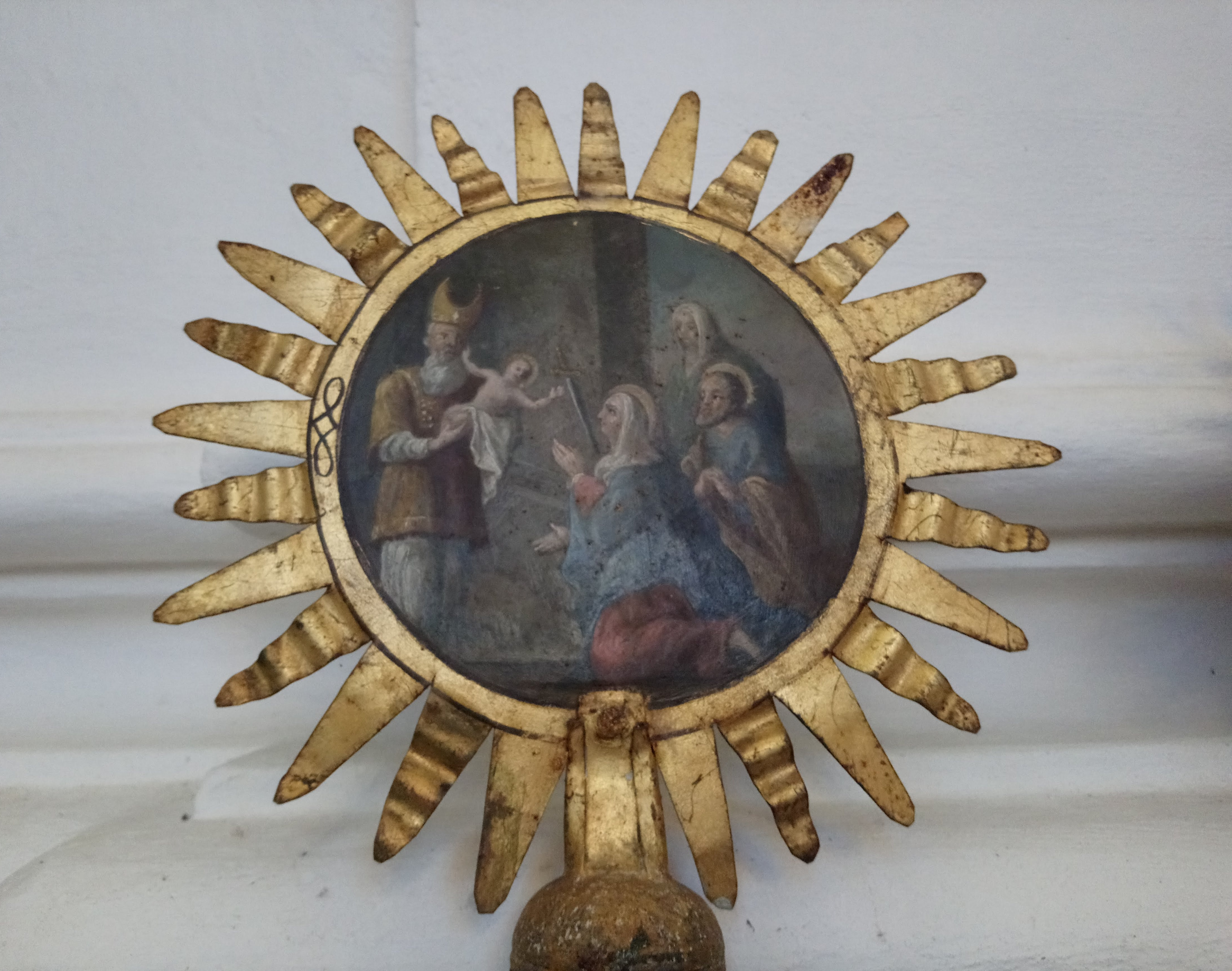
Detail žerdí; Obětování v chrámu
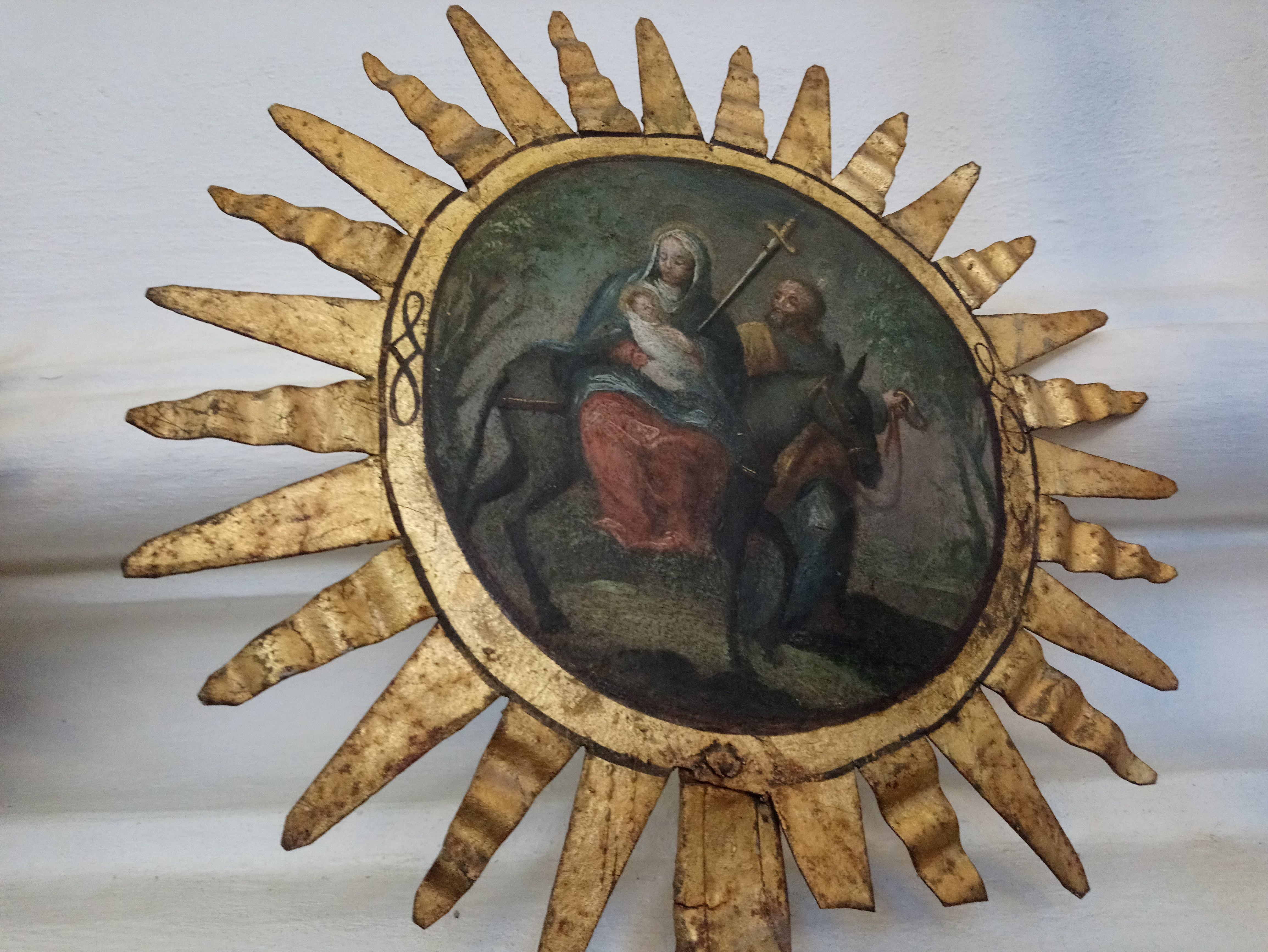
Detail žerdí; Útěk do Egypta
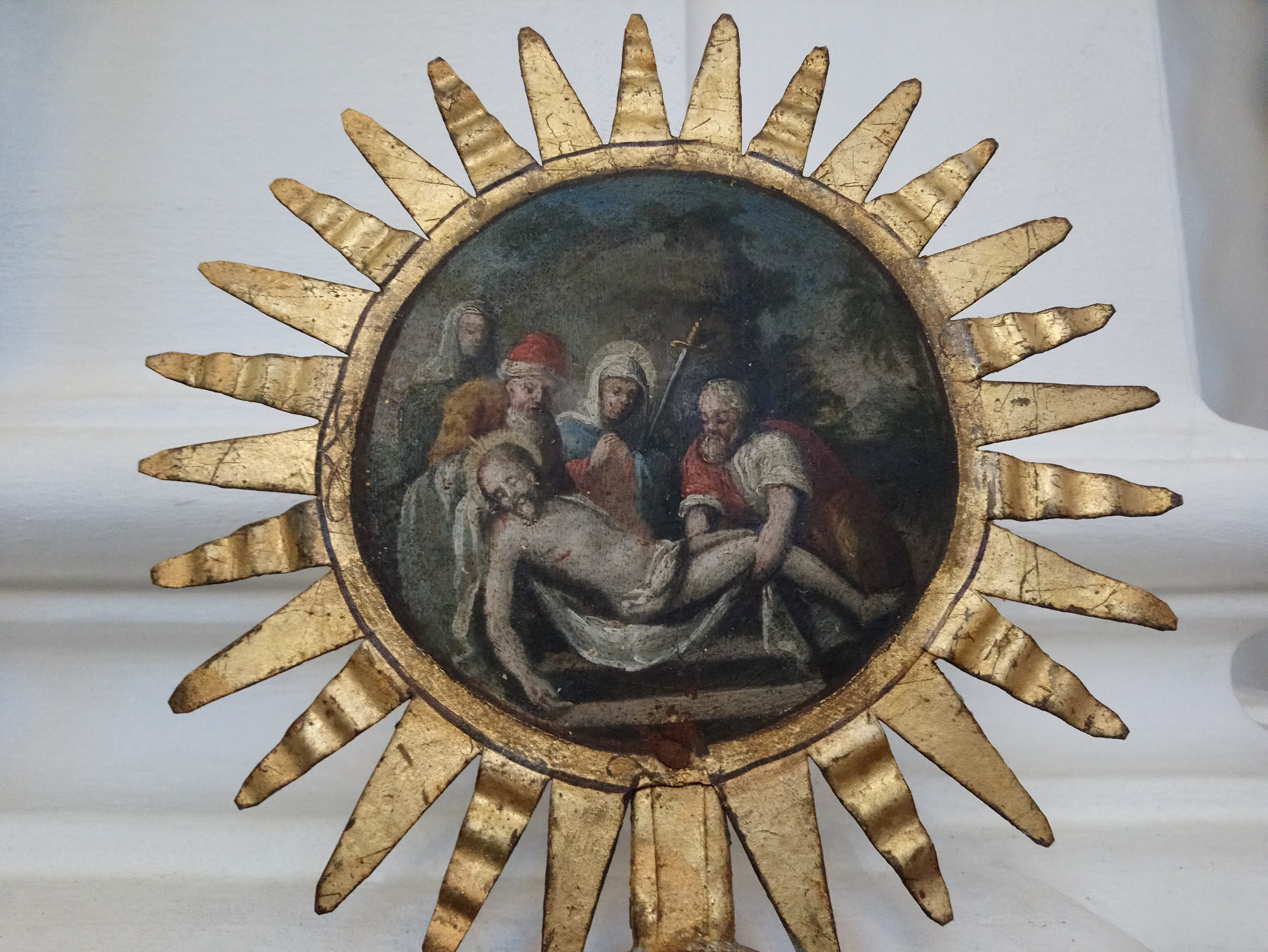
Detail žerdí; Kladení do hrobu
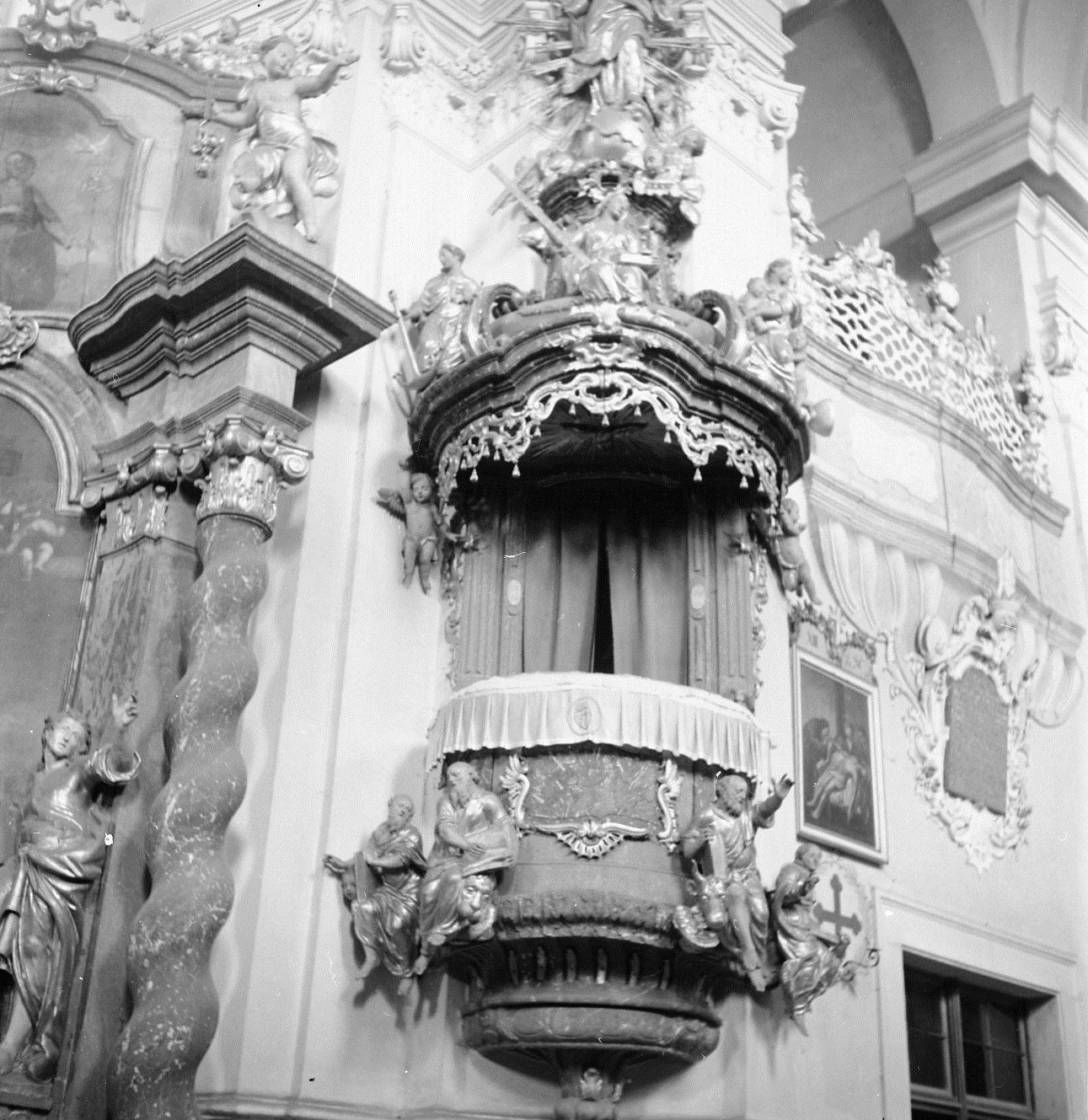
Kazatelna – původní stav
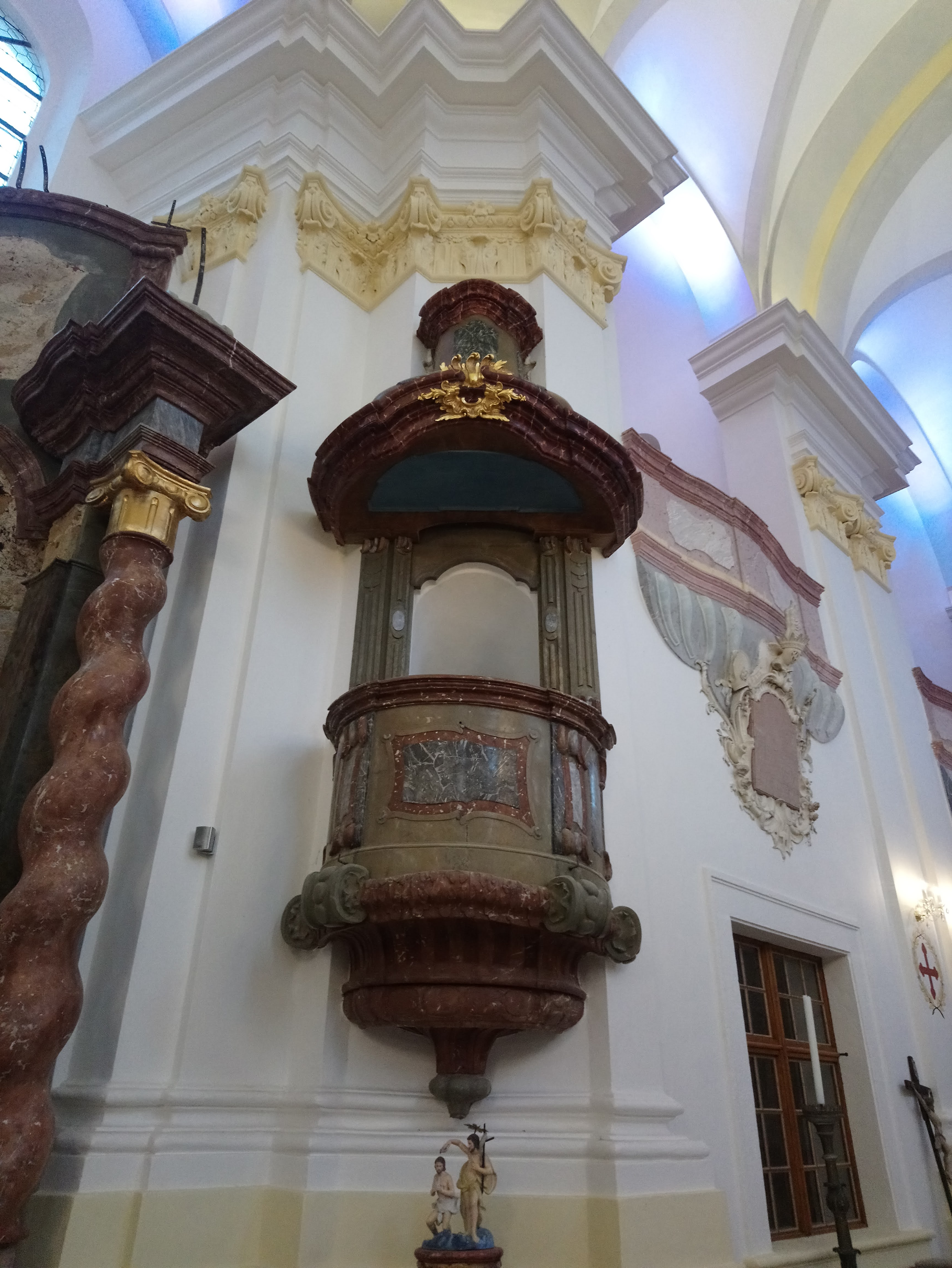
Kazatelna – současný stav
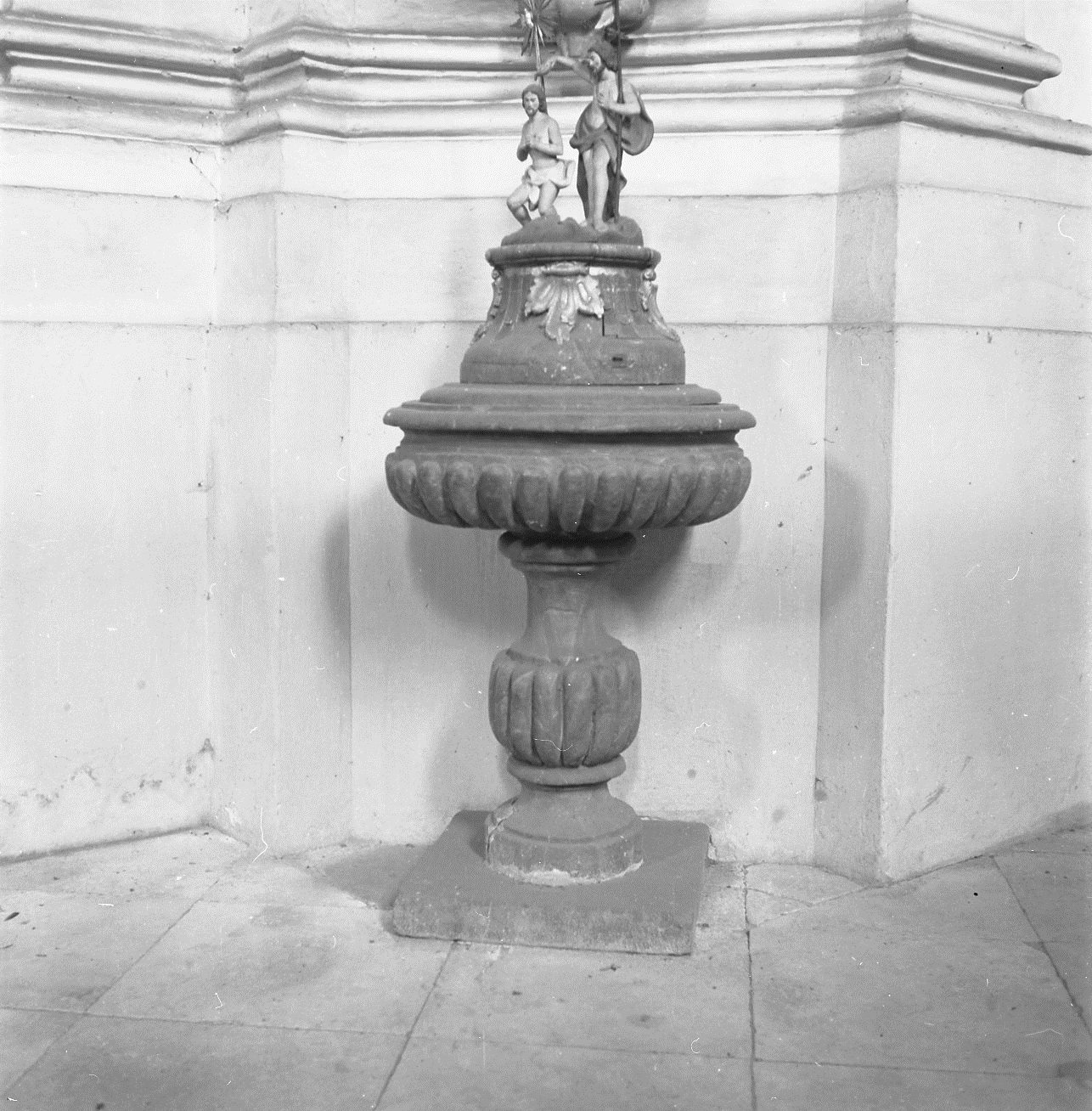
Křtitelnice – původní stav
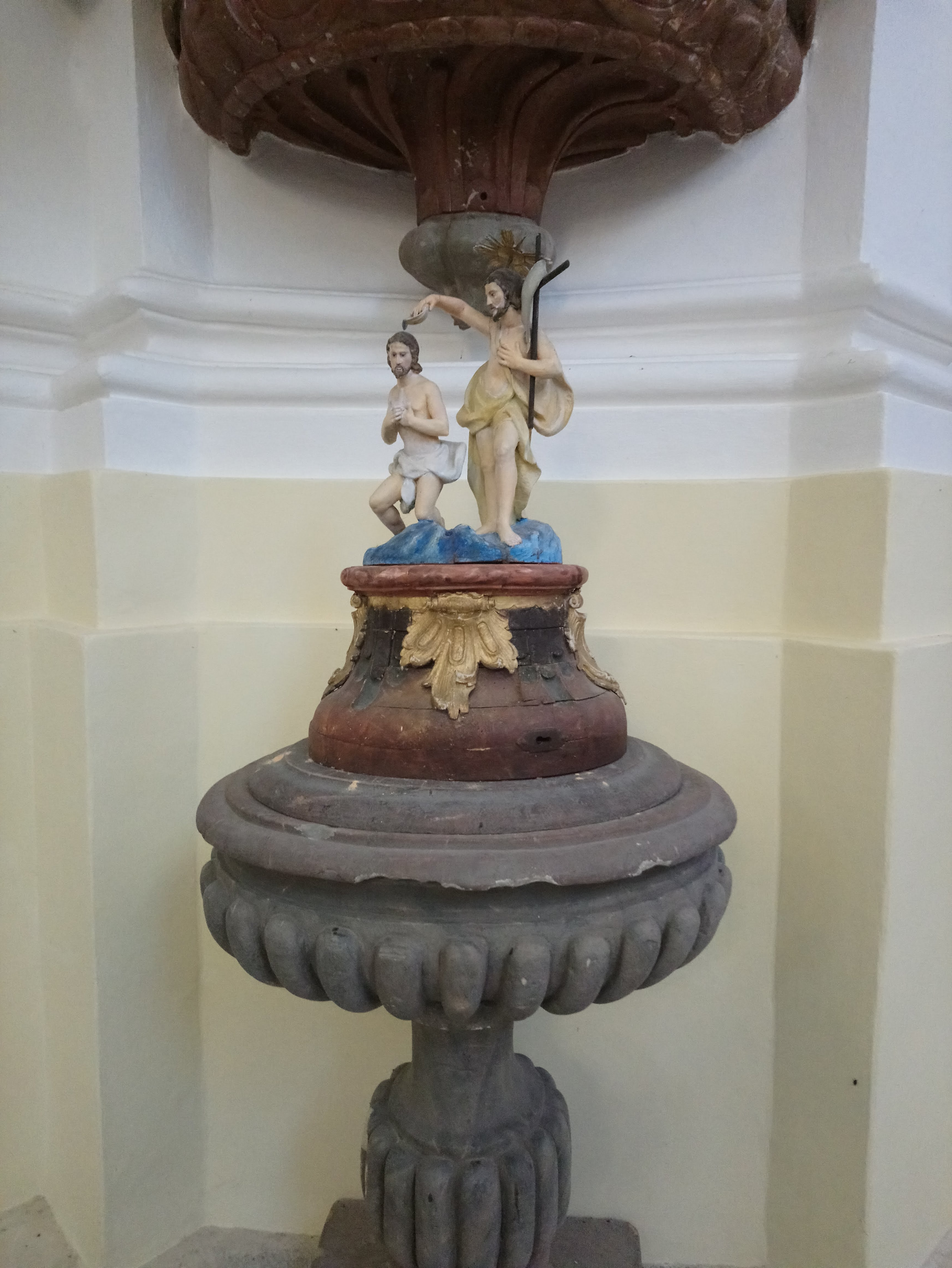
Křtitelnice – současný stav
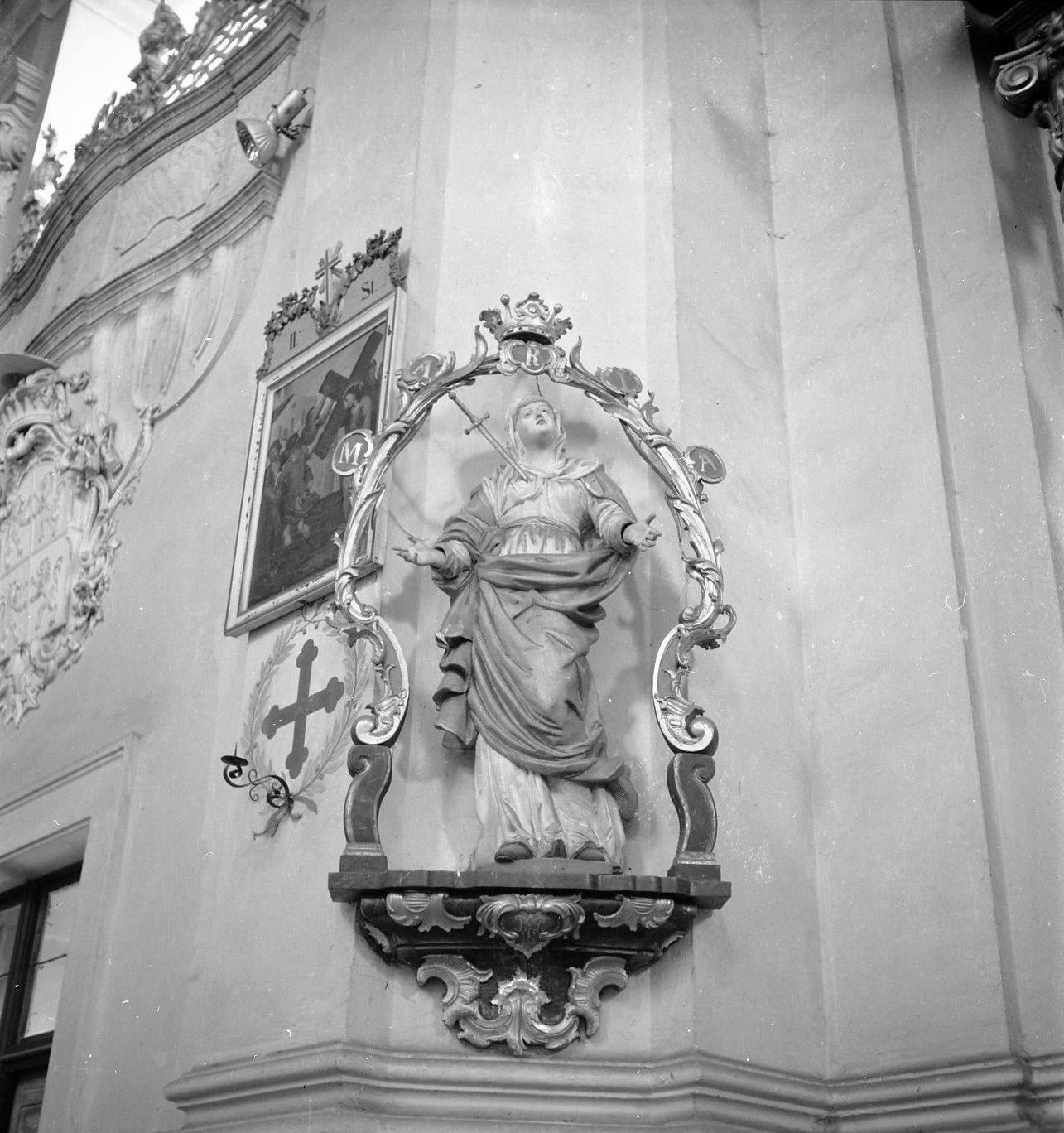
Plastika Bolestné Panny Marie – původní stav
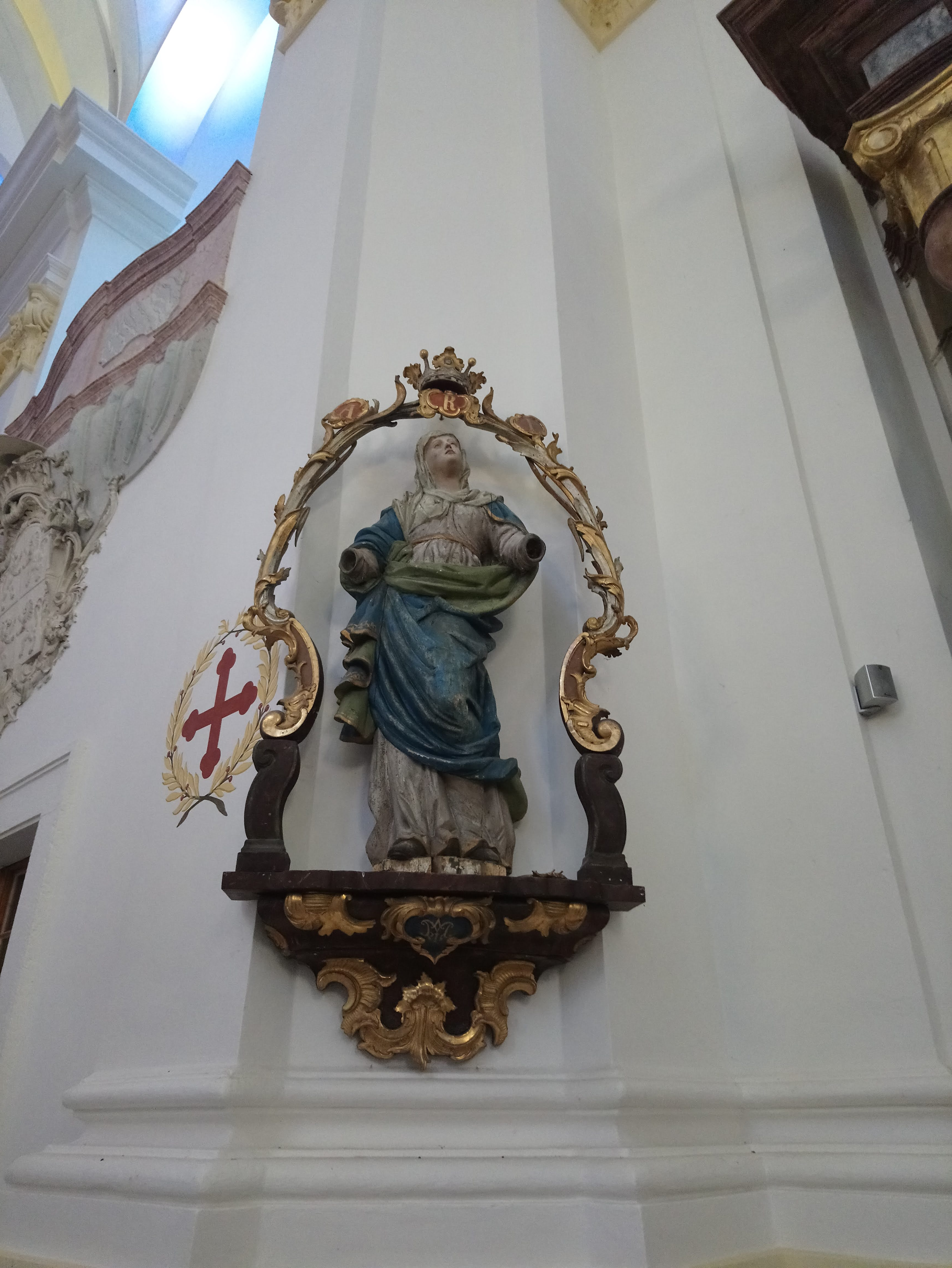
Plastika Bolestné Panny Marie – současný stav
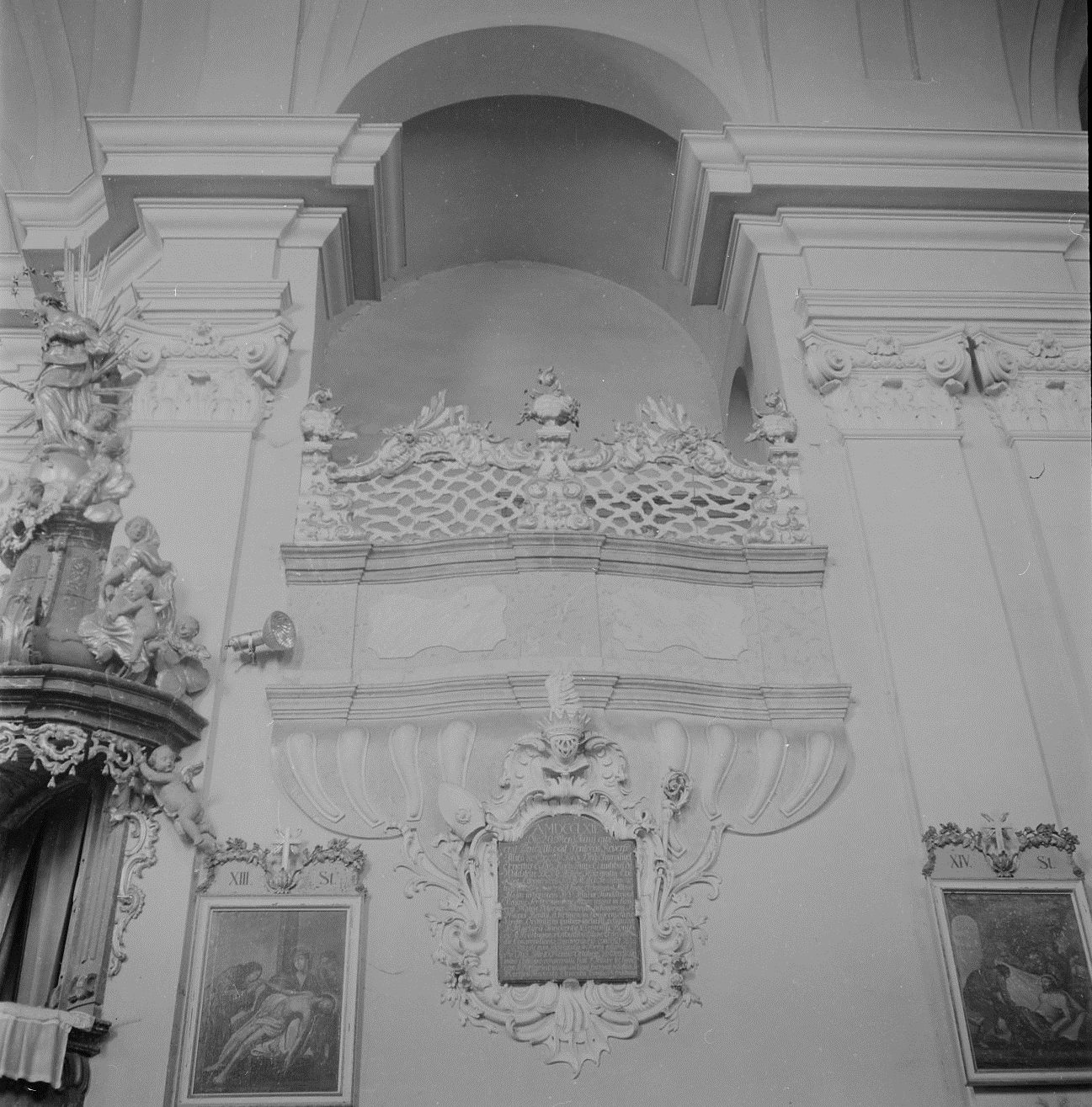
Tribuna s mramorovou deskou upomínající na svěcení kostela – původní stav
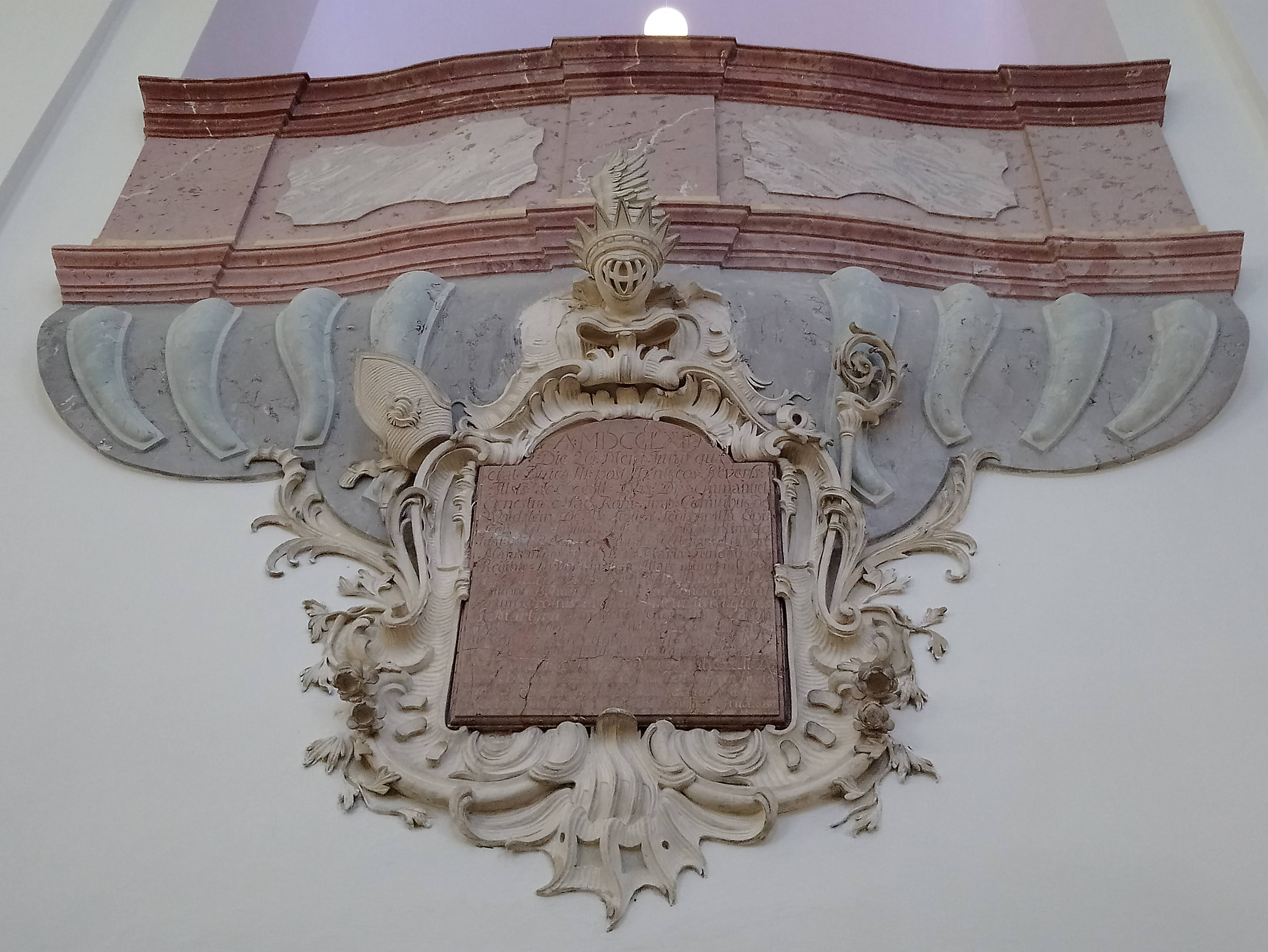
Tribuna s mramorovou deskou upomínající na svěcení kostela – současný stav
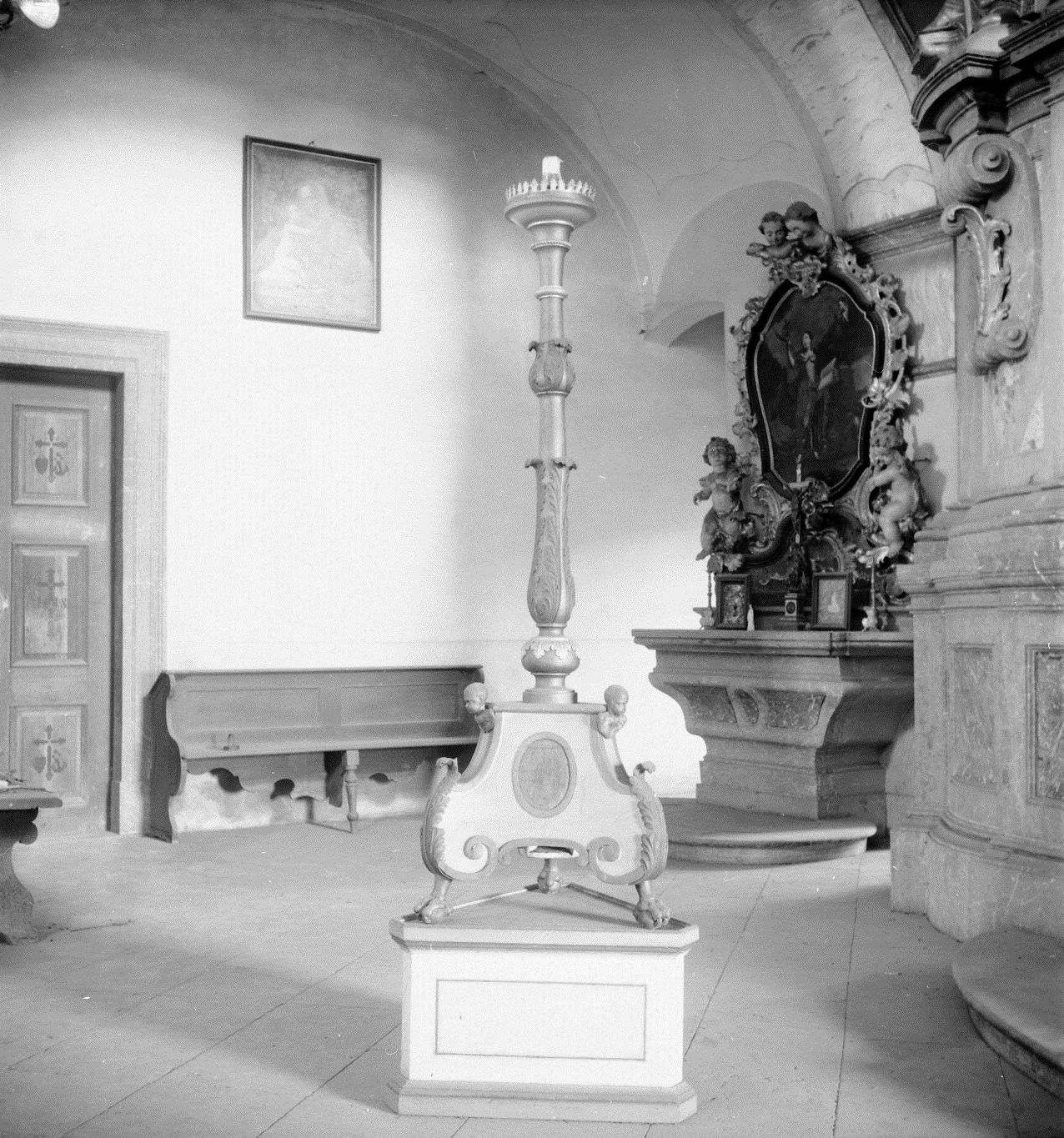
Dřevěný velikonoční svícen – původní stav
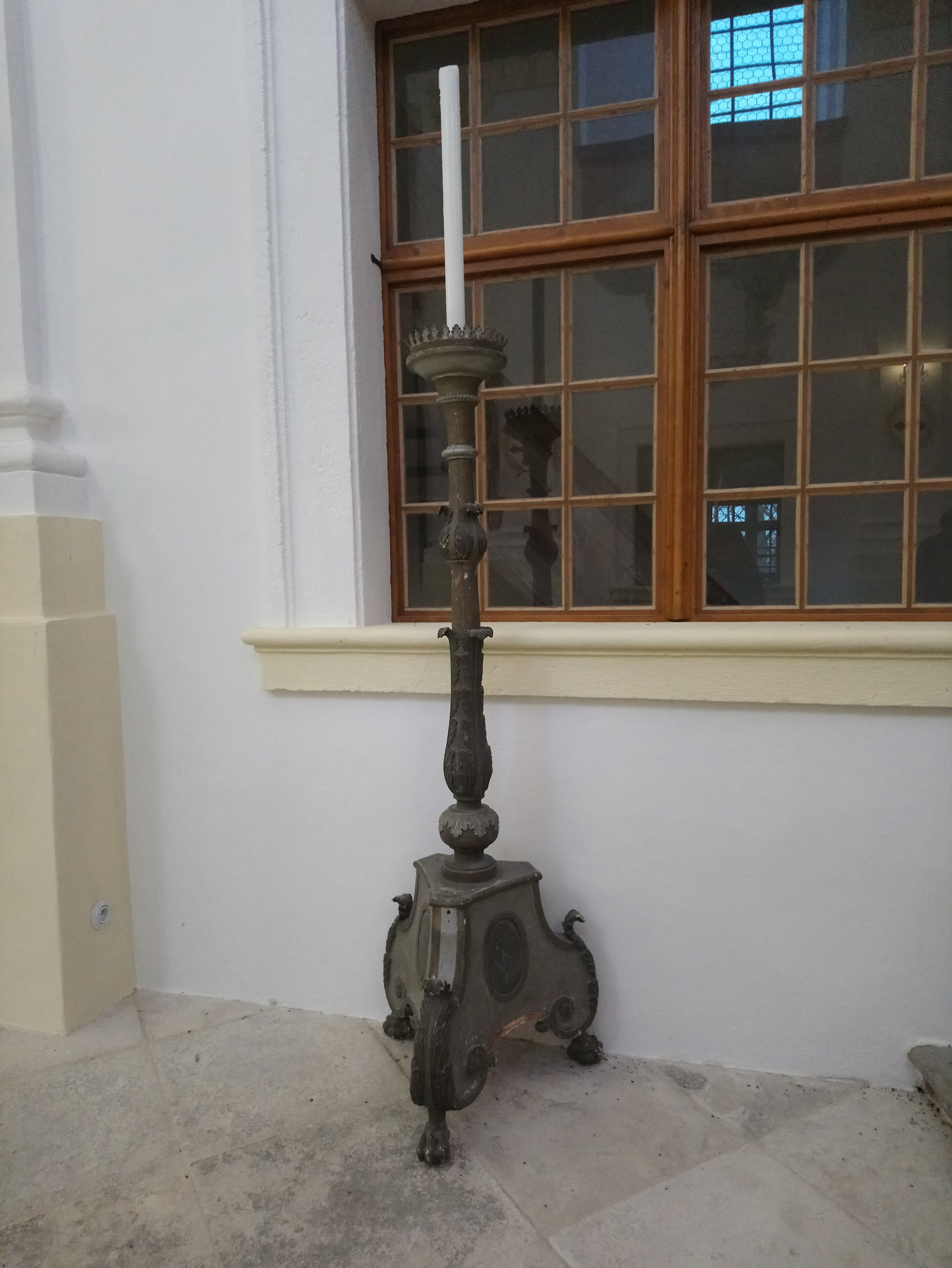
Dřevěný velikonoční svícen – současný stav
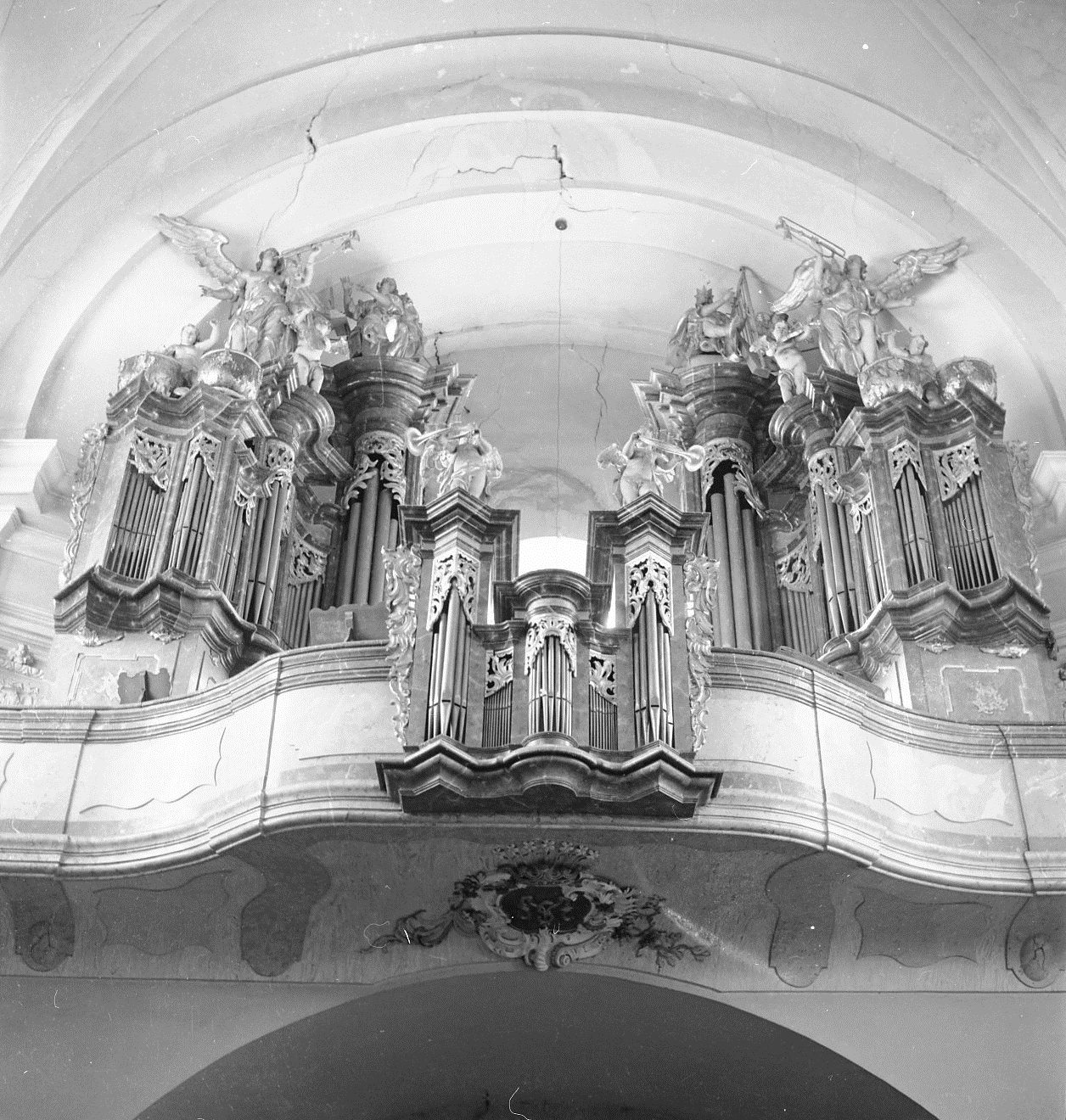
Varhany – původní stav
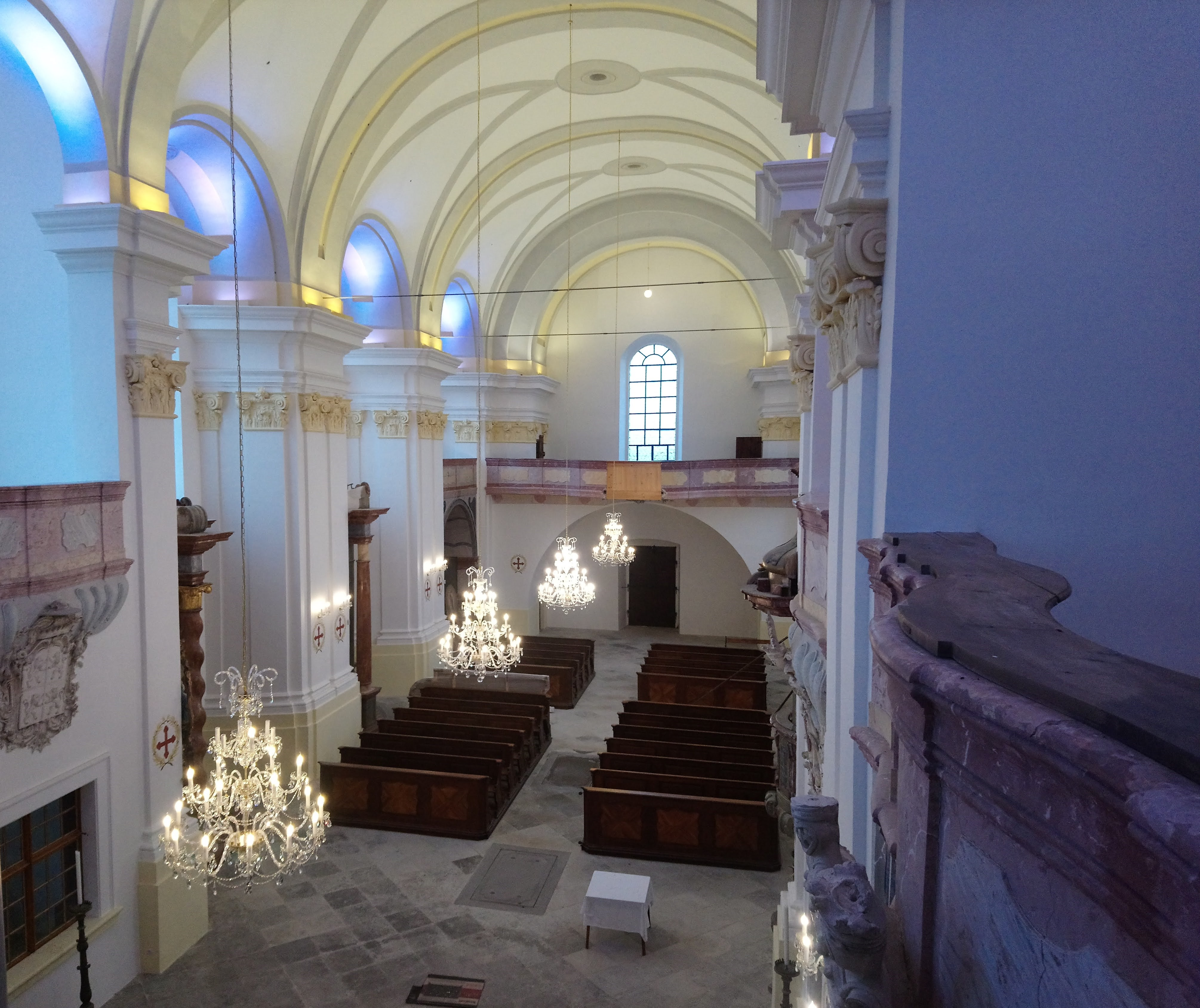
Loď kostela s kruchtou, kde bývaly varhany
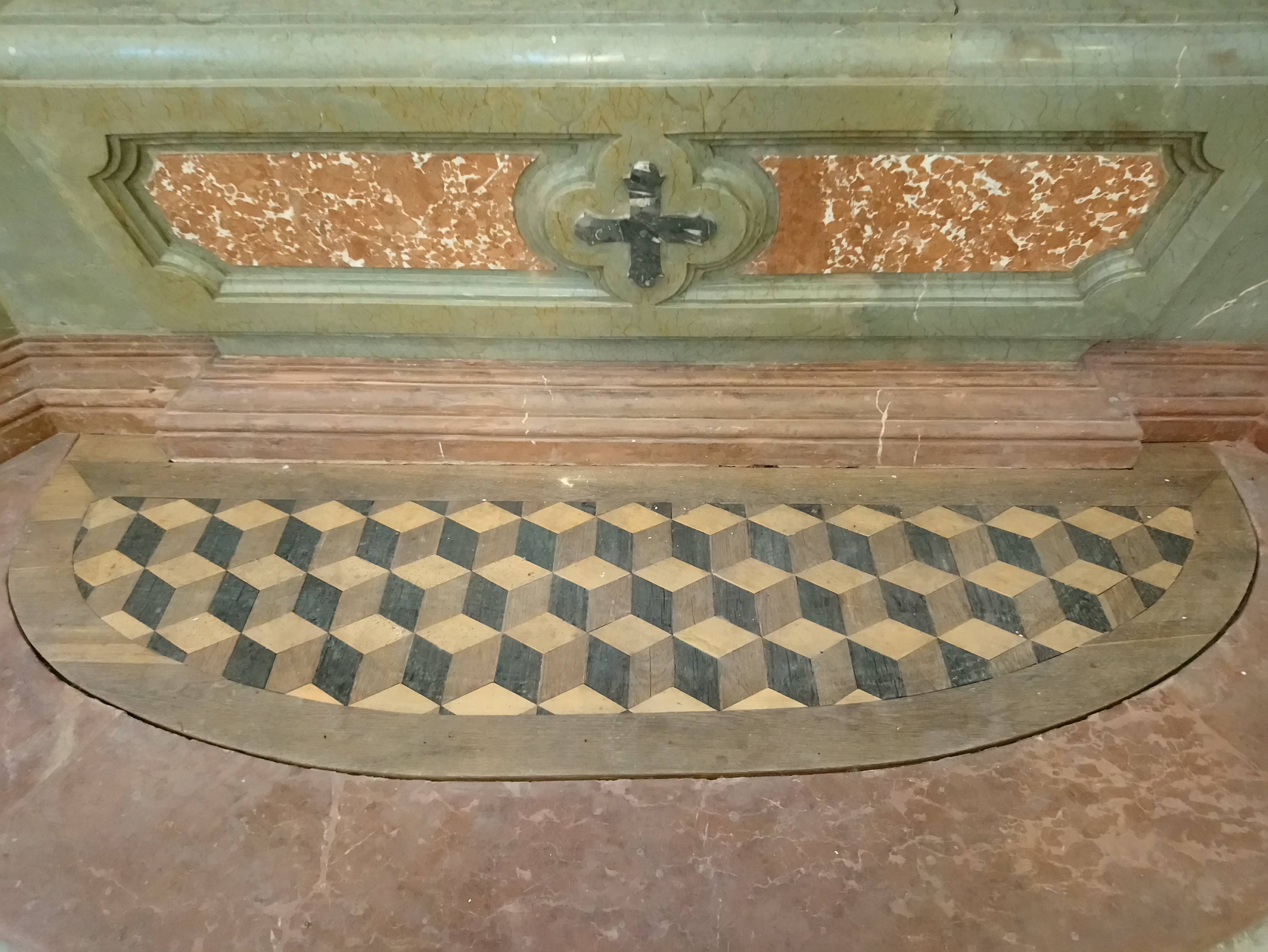
Detail mramorové menzy s dřevěnou parketovou výplní